# 2021-es WTA-szezon
A 2021-es WTA-szezon a WTA, azaz a női profi teniszezők nemzetközi szövetsége által megszervezett versenysorozat 2021-es évada. A szezon magába foglalja a Nemzetközi Teniszszövetség (ITF) által felügyelt Grand Slam-tornákat, a WTA1000 és WTA500 (Premier) tornákat, a WTA250 (International) tornákat, az ITF által szervezett Fed-kupát (új nevén Billie Jean King-kupát), a 2021-re halasztott 2020. évi nyári olimpiai játékok tenisztornáját, valamint a két év végi versenyt, a WTA Elite Trophy tornát és a WTA Finals világbajnokságot.
A 2021-es szezonban a COVID–19-világjárvány következtben bevezetett utazási korlátozások és a kötelező karantén miatt az év szokásosan első tornái, a sencseni Shenzhen Open, a Brisbane International és az aucklandi ASB Classic elmaradt, de a 2022-es versenynaptárban ismét helyük lesz. Helyüket a korábban csak bemutató jellegű tornaként megrendezett Abu Dhabi Open vette át. Az Adelaide International tornát 2021-ben Melbourne-ben rendezték meg. A 2021-es Australian Open kvalifikciós versenyeit Dubajban rendezték, ahonnan a rendezők által biztosított charterjáraton repültek a továbbjutók Melbourne-be az előírt karanténidőszak eltöltésére. A karantén időszakában Melbourne-ben két tornát is rendeztek számukra. Elhelyezésük és versenyzésük a "buborékelv" alapján nagyon szigorú feltételek mellett történt.
A 2021-es szezonban a WTA a tornák új elnevezésére tért át. Ennek megfelelően a korábbi Premier Mandatory és Premier 5 tornák jelzése WTA1000, a Premier tornák jelzése WTA500, az International tornák jelzése WTA250, míg a WTA 125K versenysorozat jelzése WTA125 lett.

## Az év kiemelkedő magyar eredményei

### Tornagyőzelem (2)
Július:
- Stollár Fanny – Budapest (WTA 250) (páros)

November:
- Bondár Anna – Buenos Aires (WTA 125K torna) (egyéni)

### Döntő (2)
November:
- Udvardy Panna – Montevideo (WTA 125K torna) (egyéni)

December:
- Jani Réka Luca – Szöul (WTA 125K torna) (páros)

## Versenynaptár
A WTA 2021-es versenynaptára, feltüntetve benne a legalább negyeddöntőbe jutott versenyzőket.
A színjelölések
| Grand Slam-tornák             |
| WTA 1000 (kötelező torna)     |
| WTA 1000 (nem kötelező torna) |
| WTA 500                       |
| WTA 250                       |
| WTA Finals                    |
| WTA Elite Trophy              |
| Olimpia                       |
| Csapatversenyek               |

Rövidítések: KM=körmérkőzés; E=egyéni; Q=kvalifikáció; P=páros; (f)=fedett pályán.

### Január
| Kezdés    | Torna                                                                                    | Győztesek                            | Ellenfelek a döntőben       | Elődöntősök                  | Negyeddöntősök                                                   |
| --------- | ---------------------------------------------------------------------------------------- | ------------------------------------ | --------------------------- | ---------------------------- | ---------------------------------------------------------------- |
| Január 4  | Abu Dhabi Open Abu-Dzabi, Egyesült Arab Emírségek WTA 500 565 530 – Kemény – 64E/32Q/28P | Arina Szabalenka 6–2, 6–2            | Veronyika Kugyermetova      | María Szákari Marta Kosztyuk | Sofia Kenin Jelena Ribakina Sara Sorribes Tormo Elina Szvitolina |
| Január 4  | Abu Dhabi Open Abu-Dzabi, Egyesült Arab Emírségek WTA 500 565 530 – Kemény – 64E/32Q/28P | Aojama Súko Sibahara Ena 7–6(5), 6–4 | Hayley Carter Luisa Stefani | María Szákari Marta Kosztyuk | Sofia Kenin Jelena Ribakina Sara Sorribes Tormo Elina Szvitolina |
| Január 10 | 2021-es Australian Open kvalifikáció Dubaj, Egyesült Arab Emírségek Kemény – 128E        | 16 továbbjutó                        |                             |                              |                                                                  |

### Február
| Kezdés               | Torna | Győztesek | Ellenfelek a döntőben | Elődöntősök                            | Negyeddöntősök                                                        |
| -------------------- | --- | --- | --- | -------------------------------------- | --------------------------------------------------------------------- |
| Február 1            | Gippsland Trophy Melbourne, Ausztrália WTA 500 565 530 $ – Kemény – 54E/28P                                   | Elise Mertens 6–4, 6–1 | Kaia Kanepi | Jekatyerina Alekszandrova Ószaka Naomi | Simona Halep Karolína Muchová Elina Szvitolina Irina-Camelia Begu     |
| Február 1            | Gippsland Trophy Melbourne, Ausztrália WTA 500 565 530 $ – Kemény – 54E/28P                                   | Barbora Krejčíková Kateřina Siniaková 6–3, 7–6(4) | Csan Hao-csing Latisha Chan | Jekatyerina Alekszandrova Ószaka Naomi | Simona Halep Karolína Muchová Elina Szvitolina Irina-Camelia Begu     |
| Február 1            | Yarra Valley Classic Melbourne, Ausztrália WTA 500 565 530 $ – Kemény – 54E/28P                               | Ashleigh Barty 7–6(3), 6–4 | Garbiñe Muguruza | Serena Williams Markéta Vondroušová    | Shelby Rogers Danielle Collins Nadia Podoroska Sofia Kenin            |
| Február 1            | Yarra Valley Classic Melbourne, Ausztrália WTA 500 565 530 $ – Kemény – 54E/28P                               | Aojama Súko Sibahara Ena 6–3, 6–4 | Anna Kalinszkaja Viktória Kužmová | Serena Williams Markéta Vondroušová    | Shelby Rogers Danielle Collins Nadia Podoroska Sofia Kenin            |
| Február 1            | Grampians Trophy Melbourne, Ausztrália WTA 500 565 530 $ – Kemény – 28E                                       | Anett Kontaveit – Ann Li Az egyéni döntőre a halasztások miatt nem került sor. A döntőbe került mindkét versenyző a döntősök pontszámát és díjazását kapta meg. | Anett Kontaveit – Ann Li Az egyéni döntőre a halasztások miatt nem került sor. A döntőbe került mindkét versenyző a döntősök pontszámát és díjazását kapta meg. | María Szákari Jennifer Brady           | Angelique Kerber Viktorija Azaranka Barbora Krejčíková Sorana Cîrstea |
| Február 8 Február 15 | Australian Open Melbourne, Ausztrália Grand Slam 31 796 000 $ – Kemény 128E/64P Egyéni – Páros – Vegyes páros | Ószaka Naomi 6–4, 6–3 | Jennifer Brady | Karolína Muchová Serena Williams       | Ashleigh Barty Jessica Pegula Hszie Su-vej Simona Halep               |
| Február 8 Február 15 | Australian Open Melbourne, Ausztrália Grand Slam 31 796 000 $ – Kemény 128E/64P Egyéni – Páros – Vegyes páros | Elise Mertens Arina Szabalenka 6–2, 6–3 | Barbora Krejčíková Kateřina Siniaková | Karolína Muchová Serena Williams       | Ashleigh Barty Jessica Pegula Hszie Su-vej Simona Halep               |
| Február 8 Február 15 | Australian Open Melbourne, Ausztrália Grand Slam 31 796 000 $ – Kemény 128E/64P Egyéni – Páros – Vegyes páros | Barbora Krejčíková Rajeev Ram 6–1, 6–4 | Samantha Stosur Matthew Ebden | Karolína Muchová Serena Williams       | Ashleigh Barty Jessica Pegula Hszie Su-vej Simona Halep               |
| Február 15           | Phillip Island Trophy Melbourne, Ausztrália WTA 250 235 238 $ – Kemény – 56E/16Q/28P                          | Darja Kaszatkina 4–6, 6–2, 6–2 | Marie Bouzková | Danielle Collins Bianca Andreescu      | Rebecca Peterson Petra Martić Jil Teichmann Irina-Camelia Begu        |
| Február 15           | Phillip Island Trophy Melbourne, Ausztrália WTA 250 235 238 $ – Kemény – 56E/16Q/28P                          | Ankita Raina Kamilla Rahimova 2–6, 6–4, [10–7] | Anna Blinkova Anasztaszija Potapova | Danielle Collins Bianca Andreescu      | Rebecca Peterson Petra Martić Jil Teichmann Irina-Camelia Begu        |
| Február 22           | Adelaide International Adelaide, Ausztrália WTA 500 535 530 $ – Kemény – 28E/24Q/16P                          | Iga Świątek 6–2, 6–2 | Belinda Bencic | Jil Teichmann Cori Gauff               | Danielle Collins Anastasija Sevastova Shelby Rogers Storm Sanders     |
| Február 22           | Adelaide International Adelaide, Ausztrália WTA 500 535 530 $ – Kemény – 28E/24Q/16P                          | Alexa Guarachi Desirae Krawczyk 6–7(4), 6–4, [10–3] | Hayley Carter Luisa Stefani | Jil Teichmann Cori Gauff               | Danielle Collins Anastasija Sevastova Shelby Rogers Storm Sanders     |

### Március
| Kezdés     | Torna | Győztesek                                      | Ellenfelek a döntőben                | Elődöntősök                           | Negyeddöntősök                                                                             |
| ---------- | --- | ---------------------------------------------- | ------------------------------------ | ------------------------------------- | ------------------------------------------------------------------------------------------ |
| Március 1  | Qatar Total Open Doha, Katar WTA 500 565 530$ – Kemény – 32E/16P                                           | Petra Kvitová 6–2, 6–1                         | Garbiñe Muguruza                     | Viktorija Azaranka Jessica Pegula     | Elina Szvitolina María Szákari Anett Kontaveit Karolína Plíšková                           |
| Március 1  | Qatar Total Open Doha, Katar WTA 500 565 530$ – Kemény – 32E/16P                                           | Nicole Melichar Demi Schuurs 6–2, 2–6, [10–8]  | Monica Niculescu Jeļena Ostapenko    | Viktorija Azaranka Jessica Pegula     | Elina Szvitolina María Szákari Anett Kontaveit Karolína Plíšková                           |
| Március 1  | Lyon Open Lyon, Franciaország WTA 250 275 000 $ – Kemény – 32E/16P                                         | Clara Tauson 6–4, 6–1                          | Viktorija Golubic                    | Paula Badosa Fiona Ferro              | Camila Giorgi Kristina Mladenovic Greet Minnen Clara Burel                                 |
| Március 1  | Lyon Open Lyon, Franciaország WTA 250 275 000 $ – Kemény – 32E/16P                                         | Viktória Kužmová Arantxa Rus 3–6, 7–5, [10–7]  | Eugenie Bouchard Olga Danilović      | Paula Badosa Fiona Ferro              | Camila Giorgi Kristina Mladenovic Greet Minnen Clara Burel                                 |
| Március 7  | Dubai Duty Free Tennis Championships Dubaj, Egyesült Arab Emírségek WTA 1000 1 835 490$ – Kemény – 64E/32P | Garbiñe Muguruza 7–6(6), 6–3                   | Barbora Krejčíková                   | Jil Teichmann Elise Mertens           | Anasztaszija Potapova Cori Gauff Arina Szabalenka Jessica Pegula                           |
| Március 7  | Dubai Duty Free Tennis Championships Dubaj, Egyesült Arab Emírségek WTA 1000 1 835 490$ – Kemény – 64E/32P | Alexa Guarachi Darija Jurak 6–0, 6–3           | Hszü Ji-fan Jang Csao-hszüan         | Jil Teichmann Elise Mertens           | Anasztaszija Potapova Cori Gauff Arina Szabalenka Jessica Pegula                           |
| Március 7  | Abierto Zapopan Guadalajara, Mexikó WTA 250 275 000 $ – Kemény – 32E/16P                                   | Sara Sorribes Tormo 6–2, 7–5                   | Eugenie Bouchard                     | Elisabetta Cocciaretto Marie Bouzková | Lauren Davis Catherine McNally Astra Sharma Anna Karolína Schmiedlová                      |
| Március 7  | Abierto Zapopan Guadalajara, Mexikó WTA 250 275 000 $ – Kemény – 32E/16P                                   | Ellen Perez Astra Sharma 6–4, 6–4              | Desirae Krawczyk Giuliana Olmos      | Elisabetta Cocciaretto Marie Bouzková | Lauren Davis Catherine McNally Astra Sharma Anna Karolína Schmiedlová                      |
| Március 11 | BNP Paribas Open Indian Wells, Amerikai Egyesült Államok WTA 1000 $ – Kemény – 96E/32P                     | Későbbi időpontra halasztva.                   | Későbbi időpontra halasztva.         | Későbbi időpontra halasztva.          | Későbbi időpontra halasztva.                                                               |
| Március 15 | Abierto GNP Seguros Monterrey, Mexikó WTA 250 275 000 $ – Kemény – 32E/16P                                 | Leylah Fernandez 6–1, 6–4                      | Viktorija Golubic                    | Sara Sorribes Tormo Ann Li            | Viktória Kužmová Anna Karolína Schmiedlová Cseng Szaj-szaj Anna Kalinszkaja                |
| Március 15 | Abierto GNP Seguros Monterrey, Mexikó WTA 250 275 000 $ – Kemény – 32E/16P                                 | Caroline Dolehide Asia Muhammad 6–2, 6–3       | Heather Watson Cseng Szaj-szaj       | Sara Sorribes Tormo Ann Li            | Viktória Kužmová Anna Karolína Schmiedlová Cseng Szaj-szaj Anna Kalinszkaja                |
| Március 15 | St. Petersburg Ladies Trophy Szentpétervár, Oroszország WTA 500 – Kemény (f) – 32E/16P                     | Darja Kaszatkina 6–3, 2–1, feladta             | Margarita Gaszparjan                 | Vera Zvonarjova Szvetlana Kuznyecova  | Jekatyerina Alekszandrova Anasztaszija Gaszanova Jaqueline Cristian Veronyika Kugyermetova |
| Március 15 | St. Petersburg Ladies Trophy Szentpétervár, Oroszország WTA 500 – Kemény (f) – 32E/16P                     | Nagyija Kicsenok Raluca Olaru 2–6, 6–3, [10–8] | Kaitlyn Christian Sabrina Santamaria | Vera Zvonarjova Szvetlana Kuznyecova  | Jekatyerina Alekszandrova Anasztaszija Gaszanova Jaqueline Cristian Veronyika Kugyermetova |
| Március 23 | Miami Open Miami, Amerikai Egyesült Államok WTA 1000 3 260 190 $ – Kemény – 96E/32P                        | Ashleigh Barty 6–3, 4–0, feladta               | Bianca Andreescu                     | Elina Szvitolina María Szákari        | Arina Szabalenka Anastasija Sevastova Sara Sorribes Tormo Ószaka Naomi                     |
| Március 23 | Miami Open Miami, Amerikai Egyesült Államok WTA 1000 3 260 190 $ – Kemény – 96E/32P                        | Aojama Súko Sibahara Ena 6–2, 7–5              | Hayley Carter Luisa Stefani          | Elina Szvitolina María Szákari        | Arina Szabalenka Anastasija Sevastova Sara Sorribes Tormo Ószaka Naomi                     |

### Április
| Kezdés     | Torna                                                                                               | Győztesek                                             | Ellenfelek a döntőben                  | Elődöntősök                               | Negyeddöntősök                                                            |
| ---------- | --------------------------------------------------------------------------------------------------- | ----------------------------------------------------- | -------------------------------------- | ----------------------------------------- | ------------------------------------------------------------------------- |
| Április 5  | Copa Colsanitas Bogotá, Kolumbia WTA 250 275 000 $ – Salak (Vörös) – 32E/16P                        | María Camila Osorio Serrano 5–7, 6–3, 6–4             | Tamara Zidanšek                        | Harmony Tan Viktorija Tomova              | Stefanie Vögele Lara Arruabarrena Nuria Párrizas Díaz Sara Errani         |
| Április 5  | Copa Colsanitas Bogotá, Kolumbia WTA 250 275 000 $ – Salak (Vörös) – 32E/16P                        | Elixane Lechemia Ingrid Neel 6–3, 6–4                 | Mihaela Buzărnescu Anna-Lena Friedsam  | Harmony Tan Viktorija Tomova              | Stefanie Vögele Lara Arruabarrena Nuria Párrizas Díaz Sara Errani         |
| Április 5  | Volvo Cars Open Charleston, Amerikai Egyesült Államok WTA 500 – Salak (zöld) – 64E/16P              | Veronyika Kugyermetova 6–4, 6–2                       | Danka Kovinić                          | Paula Badosa Unsz Dzsábir                 | Ashleigh Barty Sloane Stephens Julija Putyinceva Cori Gauff               |
| Április 5  | Volvo Cars Open Charleston, Amerikai Egyesült Államok WTA 500 – Salak (zöld) – 64E/16P              | Nicole Melichar Demi Schuurs 6–2, 6–4                 | Marie Bouzková Lucie Hradecká          | Paula Badosa Unsz Dzsábir                 | Ashleigh Barty Sloane Stephens Julija Putyinceva Cori Gauff               |
| Április 12 | MUSC Health Women's Open Charleston, Amerikai Egyesült Államok WTA 250 250 000$ – Salak – 32E/16P   | Astra Sharma 2–6, 7–5, 6–1                            | Unsz Dzsábir                           | Danka Kovinić María Camila Osorio Serrano | Hibino Nao Shelby Rogers Linda Fruhvirtová Clara Tauson                   |
| Április 12 | MUSC Health Women's Open Charleston, Amerikai Egyesült Államok WTA 250 250 000$ – Salak – 32E/16P   | Hailey Baptiste Catherine McNally 6–7(4), 6–4, [10–6] | Ellen Perez Storm Sanders              |                                           | Hibino Nao Shelby Rogers Linda Fruhvirtová Clara Tauson                   |
| Április 19 | Porsche Tennis Grand Prix Stuttgart, Németország WTA 500 565 530$ – Salak (Vörös) (f) – 28E/24Q/16P | Ashleigh Barty 3–6, 6–0, 6–3                          | Arina Szabalenka                       | Elina Szvitolina Simona Halep             | Karolína Plíšková Petra Kvitová Anett Kontaveit Jekatyerina Alekszandrova |
| Április 19 | Porsche Tennis Grand Prix Stuttgart, Németország WTA 500 565 530$ – Salak (Vörös) (f) – 28E/24Q/16P | Ashleigh Barty Jennifer Brady 6–4, 5–7, [10–5]        | Desirae Krawczyk Bethanie Mattek-Sands | Elina Szvitolina Simona Halep             | Karolína Plíšková Petra Kvitová Anett Kontaveit Jekatyerina Alekszandrova |
| Április 19 | Istanbul Cup Isztambul, Törökország WTA 250 275 000 $ – Salak (Vörös) – 32E/24Q/16P                 | Sorana Cîrstea 6–1, 7–6(3)                            | Elise Mertens                          | Veronyika Kugyermetova Marta Kosztyuk     | Kateřina Siniaková Ana Bogdan Ana Konjuh Fiona Ferro                      |
| Április 19 | Istanbul Cup Isztambul, Törökország WTA 250 275 000 $ – Salak (Vörös) – 32E/24Q/16P                 | Veronyika Kugyermetova Elise Mertens 6–1, 6–1         | Hibino Nao Ninomija Makoto             | Veronyika Kugyermetova Marta Kosztyuk     | Kateřina Siniaková Ana Bogdan Ana Konjuh Fiona Ferro                      |
| Április 29 | Mutua Madrid Open Madrid, Spanyolország WTA 1000 2 549 105$ – Salak (Vörös) – 64E/48Q/32P           | Arina Szabalenka 6–0, 3–6, 6–4                        | Ashleigh Barty                         | Paula Badosa Anasztaszija Pavljucsenkova  | Petra Kvitová Belinda Bencic Elise Mertens Karolína Muchová               |
| Április 29 | Mutua Madrid Open Madrid, Spanyolország WTA 1000 2 549 105$ – Salak (Vörös) – 64E/48Q/32P           | Barbora Krejčíková Kateřina Siniaková 6–4, 6–3        | Gabriela Dabrowski Demi Schuurs        | Paula Badosa Anasztaszija Pavljucsenkova  | Petra Kvitová Belinda Bencic Elise Mertens Karolína Muchová               |

### Május
| Kezdés            | Torna                                                                                                  | Győztesek                                       | Ellenfelek a döntőben                   | Elődöntősök                                  | Negyeddöntősök                                                           |
| ----------------- | --- | ----------------------------------------------- | --------------------------------------- | -------------------------------------------- | ------------------------------------------------------------------------ |
| Május 10          | Internazionali BNL d'Italia Róma, Olaszország WTA 1000 1 577 613 € – Salak (Vörös) – 56E/32Q/28P       | Iga Świątek 6–0, 6–0                            | Karolína Plíšková                       | Cori Gauff Petra Martić                      | Ashleigh Barty Elina Szvitolina Jeļena Ostapenko Jessica Pegula          |
| Május 10          | Internazionali BNL d'Italia Róma, Olaszország WTA 1000 1 577 613 € – Salak (Vörös) – 56E/32Q/28P       | Sharon Fichman Giuliana Olmos 4–6, 7–5, [10–5]  | Kristina Mladenovic Markéta Vondroušová | Cori Gauff Petra Martić                      | Ashleigh Barty Elina Szvitolina Jeļena Ostapenko Jessica Pegula          |
| Május 16          | Emilia Romagna Open Montechiarugolo, Olaszország WTA 250 275 000 $ – Salak – 32E/24Q/16P               | Cori Gauff 6–1, 6–3                             | Vang Csiang                             | Kateřina Siniaková Sloane Stephens           | Caroline Garcia Amanda Anisimova Sara Errani Petra Martić                |
| Május 16          | Emilia Romagna Open Montechiarugolo, Olaszország WTA 250 275 000 $ – Salak – 32E/24Q/16P               | Cori Gauff Catherine McNally 6–3, 6–2           | Darija Jurak Andreja Klepač             | Kateřina Siniaková Sloane Stephens           | Caroline Garcia Amanda Anisimova Sara Errani Petra Martić                |
| Május 16          | Morocco Open Rabat, Marokkó WTA 250 275 000 $ – Salak (Vörös) – 32E/24Q/16P                            | Későbbi időpontra halasztva.                    | Későbbi időpontra halasztva.            | Későbbi időpontra halasztva.                 | Későbbi időpontra halasztva.                                             |
| Május 16          | Serbia Open Belgrád, Szerbia WTA 250 275 000 $ – Salak – 32E/24Q/16P                                   | Paula Badosa 6–2, 2–0, feladta                  | Ana Konjuh                              | Viktorija Tomova María Camila Osorio Serrano | Jani Réka Luca Rebecca Peterson Aljakszandra Szasznovics Nadia Podoroska |
| Május 16          | Serbia Open Belgrád, Szerbia WTA 250 275 000 $ – Salak – 32E/24Q/16P                                   | Aleksandra Krunić Nina Stojanović 6–0, 6–2      | Greet Minnen Alison Van Uytvanck        | Viktorija Tomova María Camila Osorio Serrano | Jani Réka Luca Rebecca Peterson Aljakszandra Szasznovics Nadia Podoroska |
| Május 23          | Internationaux de Strasbourg Strasbourg, Franciaország WTA 250 275 000 $ – Salak (Vörös) – 32E/24Q/16P | Barbora Krejčíková 6–3, 6–3                     | Sorana Cîrstea                          | Magda Linette Jule Niemeier                  | Bianca Andreescu Julija Putyinceva Jekatyerina Alekszandrova Arantxa Rus |
| Május 23          | Internationaux de Strasbourg Strasbourg, Franciaország WTA 250 275 000 $ – Salak (Vörös) – 32E/24Q/16P | Alexa Guarachi Desirae Krawczyk 6–2, 6–3        | Ninomija Makoto Jang Csao-hszüan        | Magda Linette Jule Niemeier                  | Bianca Andreescu Julija Putyinceva Jekatyerina Alekszandrova Arantxa Rus |
| Május 30 Június 6 | Roland Garros Párizs, Franciaország Grand Slam – Kemény 128E/Q/64P/V Egyéni – Páros – Vegyes páros     | Barbora Krejčíková 6–1, 2–6, 6–4                | Anasztaszija Pavljucsenkova             | María Szákari Tamara Zidanšek                | Cori Gauff Iga Świątek Jelena Ribakina Paula Badosa                      |
| Május 30 Június 6 | Roland Garros Párizs, Franciaország Grand Slam – Kemény 128E/Q/64P/V Egyéni – Páros – Vegyes páros     | Barbora Krejčíková Kateřina Siniaková 6–4, 6–2  | Bethanie Mattek-Sands Iga Świątek       | María Szákari Tamara Zidanšek                | Cori Gauff Iga Świątek Jelena Ribakina Paula Badosa                      |
| Május 30 Június 6 | Roland Garros Párizs, Franciaország Grand Slam – Kemény 128E/Q/64P/V Egyéni – Páros – Vegyes páros     | Desirae Krawczyk Joe Salisbury 2–6, 6–4, [10–5] | Jelena Vesznyina Aszlan Karacev         | María Szákari Tamara Zidanšek                | Cori Gauff Iga Świątek Jelena Ribakina Paula Badosa                      |

### Június
| Kezdés             | Torna | Győztesek                                             | Ellenfelek a döntőben                   | Elődöntősök                       | Negyeddöntősök                                                           |
| ------------------ | --- | ----------------------------------------------------- | --------------------------------------- | --------------------------------- | ------------------------------------------------------------------------ |
| Június 7           | Nottingham Open Nottingham, Nagy-Britannia WTA 250 275 000 $ – Fű – 48E/16Q/16P                             | Konta Johanna 6–2, 6–1                                | Csang Suaj                              | Nina Stojanović Lauren Davis      | Alison Van Uytvanck Tereza Martincová Kristina Mladenovic Katie Boulter  |
| Június 7           | Nottingham Open Nottingham, Nagy-Britannia WTA 250 275 000 $ – Fű – 48E/16Q/16P                             | Ljudmila Kicsenok Ninomija Makoto 6–4, 6–7(3), [10–8] | Caroline Dolehide Storm Sanders         | Nina Stojanović Lauren Davis      | Alison Van Uytvanck Tereza Martincová Kristina Mladenovic Katie Boulter  |
| Június 14          | Birmingham Classic Birmingham, Nagy-Britannia WTA 250 275 000 $ – Fű – 32E/24Q/16P                          | Unsz Dzsábir 7–5, 6–4                                 | Darja Kaszatkina                        | Coco Vandeweghe Heather Watson    | Marie Bouzková Tereza Martincová Donna Vekić Anasztaszija Potapova       |
| Június 14          | Birmingham Classic Birmingham, Nagy-Britannia WTA 250 275 000 $ – Fű – 32E/24Q/16P                          | Marie Bouzková Lucie Hradecká 6–4, 2–6, [10–8]        | Unsz Dzsábir Ellen Perez                | Coco Vandeweghe Heather Watson    | Marie Bouzková Tereza Martincová Donna Vekić Anasztaszija Potapova       |
| Június 14          | German Open Berlin, Németország WTA 500 565 530$ – Fű – 28E/24Q/16P                                         | Ljudmila Szamszonova 1–6, 6–1, 6–3                    | Belinda Bencic                          | Viktorija Azaranka Alizé Cornet   | Madison Keys Jessica Pegula Garbiñe Muguruza Jekatyerina Alekszandrova   |
| Június 14          | German Open Berlin, Németország WTA 500 565 530$ – Fű – 28E/24Q/16P                                         | Viktorija Azaranka Arina Szabalenka 4–6, 7–5, [10–4]  | Nicole Melichar Demi Schuurs            | Viktorija Azaranka Alizé Cornet   | Madison Keys Jessica Pegula Garbiñe Muguruza Jekatyerina Alekszandrova   |
| Június 21          | Viking International Eastbourne, Nagy Britannia WTA 500 $ – Fű – 32E/24Q/16P                                | Jeļena Ostapenko 6–3, 6–3                             | Anett Kontaveit                         | Camila Giorgi Jelena Ribakina     | Arina Szabalenka Viktorija Golubic Darja Kaszatkina Anastasija Sevastova |
| Június 21          | Viking International Eastbourne, Nagy Britannia WTA 500 $ – Fű – 32E/24Q/16P                                | Aojama Súko Sibahara Ena 6–1, 6–4                     | Nicole Melichar Demi Schuurs            | Camila Giorgi Jelena Ribakina     | Arina Szabalenka Viktorija Golubic Darja Kaszatkina Anastasija Sevastova |
| Június 21          | Bad Homburg Open Bad Homburg, Németország WTA 250 275 000 $ – Fű – 32E/8Q/16P                               | Angelique Kerber 6–3, 6–2                             | Kateřina Siniaková                      | Petra Kvitová Sara Sorribes Tormo | Nadia Podoroska Amanda Anisimova Laura Siegemund Viktorija Azaranka      |
| Június 21          | Bad Homburg Open Bad Homburg, Németország WTA 250 275 000 $ – Fű – 32E/8Q/16P                               | Darija Jurak Andreja Klepač 6–3, 6–1                  | Nagyija Kicsenok Raluca Olaru           | Petra Kvitová Sara Sorribes Tormo | Nadia Podoroska Amanda Anisimova Laura Siegemund Viktorija Azaranka      |
| Június 28 Július 4 | Wimbledoni teniszbajnokság London, Egyesült Királyság Grand Slam – Fű E/Q/P/V Egyéni – Páros – Vegyes páros | Ashleigh Barty 6–3, 6–7(4), 6–3                       | Karolína Plíšková                       | Angelique Kerber Arina Szabalenka | Ajla Tomljanović Karolína Muchová Viktorija Golubic Unsz Dzsábir         |
| Június 28 Július 4 | Wimbledoni teniszbajnokság London, Egyesült Királyság Grand Slam – Fű E/Q/P/V Egyéni – Páros – Vegyes páros | Hszie Su-vej Elise Mertens 3–6, 7–5, 9–7              | Veronyika Kugyermetova Jelena Vesznyina | Angelique Kerber Arina Szabalenka | Ajla Tomljanović Karolína Muchová Viktorija Golubic Unsz Dzsábir         |
| Június 28 Július 4 | Wimbledoni teniszbajnokság London, Egyesült Királyság Grand Slam – Fű E/Q/P/V Egyéni – Páros – Vegyes páros | Desirae Krawczyk Neal Skupski 6–2, 7–6(1)             | Harriet Dart Joe Salisbury              | Angelique Kerber Arina Szabalenka | Ajla Tomljanović Karolína Muchová Viktorija Golubic Unsz Dzsábir         |

### Július
| Kezdés     | Torna | Győztesek                                                                       | Ellenfelek a döntőben                          | Elődöntősök                                                  | Negyeddöntősök                                                    |
| ---------- | --- | ------------------------------------------------------------------------------- | ---------------------------------------------- | ------------------------------------------------------------ | ----------------------------------------------------------------- |
| Július 5   | Hamburg European Open Hamburg, Németország WTA 250 275 000 $ – Salak – 28E/16P/16Q                                                 | Elena-Gabriela Ruse 7–6(6), 6–4                                                 | Andrea Petković                                | Dajana Jasztremszka Jule Niemeier                            | Sara Errani Danielle Collins Tamara Zidanšek Ysaline Bonaventure  |
| Július 5   | Hamburg European Open Hamburg, Németország WTA 250 275 000 $ – Salak – 28E/16P/16Q                                                 | Jasmine Paolini Jil Teichmann 6–0, 6–4                                          | Astra Sharma Rosalie van der Hoek              | Dajana Jasztremszka Jule Niemeier                            | Sara Errani Danielle Collins Tamara Zidanšek Ysaline Bonaventure  |
| Július 12  | Prague Open Prága, Csehország WTA 250 275 000 $ – Kemény – 32E/16P/24Q                                                             | Barbora Krejčíková 6–2, 6–0                                                     | Tereza Martincová                              | Greet Minnen Vang Hszin-jü                                   | Viktória Kužmová Storm Sanders Grace Min Kateřina Siniaková       |
| Július 12  | Prague Open Prága, Csehország WTA 250 275 000 $ – Kemény – 32E/16P/24Q                                                             | Marie Bouzková Lucie Hradecká 7–6(3), 6–4                                       | Viktória Kužmová Nina Stojanović               | Greet Minnen Vang Hszin-jü                                   | Viktória Kužmová Storm Sanders Grace Min Kateřina Siniaková       |
| Július 12  | Ladies Open Lausanne Lausanne, Svájc WTA 250 275 000 $ – Salak – 32E/16P/8Q                                                        | Tamara Zidanšek 4–6, 7–6(5), 6–1                                                | Clara Burel                                    | Maryna Zanevska Caroline Garcia                              | Lucia Bronzetti Natalja Vihljanceva Zarina Dias Fiona Ferro       |
| Július 12  | Ladies Open Lausanne Lausanne, Svájc WTA 250 275 000 $ – Salak – 32E/16P/8Q                                                        | Susan Bandecchi Simona Waltert 6–3, 6–7(3), [10–5]                              | Ulrikke Eikeri Valendíni Gramatikopúlu         | Maryna Zanevska Caroline Garcia                              | Lucia Bronzetti Natalja Vihljanceva Zarina Dias Fiona Ferro       |
| Július 12  | Hungarian Grand Prix Budapest, Magyarország WTA 250 275 000 $ – Salak – 32E/24Q/16P                                                | Juija Putyinceva 6–4, 6–0                                                       | Anhelina Kalinyina                             | Gálfi Dalma Danielle Collins                                 | Katerina Kozlova Olga Danilović Udvardy Panna Paula Ormaechea     |
| Július 12  | Hungarian Grand Prix Budapest, Magyarország WTA 250 275 000 $ – Salak – 32E/24Q/16P                                                | Mihaela Buzărnescu Stollár Fanny 6–4, 6–4                                       | Aliona Bolsova Tamara Korpatsch                | Gálfi Dalma Danielle Collins                                 | Katerina Kozlova Olga Danilović Udvardy Panna Paula Ormaechea     |
| Július 19  | Palermo Ladies Open Palermo, Olaszország WTA 250 235 238$ – Salak – 32E/16P/16Q                                                    | Danielle Collins 6–4, 6–2                                                       | Elena-Gabriela Ruse                            | Csang Suaj Océane Dodin                                      | Astra Sharma Olga Danilović Lucia Bronzetti Jaqueline Cristian    |
| Július 19  | Palermo Ladies Open Palermo, Olaszország WTA 250 235 238$ – Salak – 32E/16P/16Q                                                    | Erin Routliffe Kimberley Zimmermann 7–6(5), 4–6, [10–4]                         | Natyela Dzalamidze Kamilla Rahimova            | Csang Suaj Océane Dodin                                      | Astra Sharma Olga Danilović Lucia Bronzetti Jaqueline Cristian    |
| Július 19  | WTA Poland Open Gdynia, Lengyelország WTA 250 275 000 $ – Salak – 32E/16P/16Q                                                      | Maryna Zanevska 6–4, 7–6(4)                                                     | Kristína Kučová                                | Katerina Kozlova Tamara Korpatsch                            | Nuria Párrizas Díaz Katarzyna Kawa Ekaterine Gorgodze Bondár Anna |
| Július 19  | WTA Poland Open Gdynia, Lengyelország WTA 250 275 000 $ – Salak – 32E/16P/16Q                                                      | Anna Danilina Lidzija Marozava 6–3, 6–2                                         | Katerina Bondarenko Katarzyna Piter            | Katerina Kozlova Tamara Korpatsch                            | Nuria Párrizas Díaz Katarzyna Kawa Ekaterine Gorgodze Bondár Anna |
| Július 26. | Tenisz a 2020. évi nyári olimpiai játékokon Tokió, Japán Nyári olimpiai játékok Kemény – 64E/16P/32V Egyéni – Páros – Vegyes páros | Arany                                                                           | Ezüst                                          | Bronz                                                        | Negyedik helyezett                                                |
| Július 26. | Tenisz a 2020. évi nyári olimpiai játékokon Tokió, Japán Nyári olimpiai játékok Kemény – 64E/16P/32V Egyéni – Páros – Vegyes páros | Belinda Bencic (SUI) · 7–5, 2–6, 6–3                                            | Markéta Vondroušová (CZE)                      | Elina Szvitolina (UKR) · 1–6, 7–6(5), 6–4                    | Jelena Ribakina (KAZ)                                             |
| Július 26. | Tenisz a 2020. évi nyári olimpiai játékokon Tokió, Japán Nyári olimpiai játékok Kemény – 64E/16P/32V Egyéni – Páros – Vegyes páros | Barbora Krejčíková (CZE) · Kateřina Siniaková (CZE) · 7–5, 6–1                  | Belinda Bencic (SUI) · Viktorija Golubic (SUI) | Laura Pigossi (BRA) · Luisa Stefani (BRA) · 4–6, 6–4, [11–9] | Veronyika Kugyermetova (ROC) · Jelena Vesznyina (ROC)             |
| Július 26. | Tenisz a 2020. évi nyári olimpiai játékokon Tokió, Japán Nyári olimpiai játékok Kemény – 64E/16P/32V Egyéni – Páros – Vegyes páros | Anasztaszija Pavljucsenkova (ROC) · Andrej Rubljov (ROC) · 6–3, 6–7(5), [13–11] | Jelena Vesznyina (ROC) · Aszlan Karacev (ROC)  | Ashleigh Barty (AUS) · John Peers (AUS) · játék nélkül       | Nina Stojanović (SRB) · Novak Đoković (SRB)                       |

### Augusztus
| Kezdés                      | Torna                                                                                               | Győztesek                                         | Ellenfelek a döntőben             | Elődöntősök                          | Negyeddöntősök                                                           |
| --------------------------- | --------------------------------------------------------------------------------------------------- | ------------------------------------------------- | --------------------------------- | ------------------------------------ | ------------------------------------------------------------------------ |
| Augusztus 2.                | Silicon Valley Classic San José, Amerikai Egyesült Államok WTA 500 565 530$ – Kemény – 28E/16Q/16P  | Danielle Collins 6–3, 6–7(10), 6–1                | Darja Kaszatkina                  | Elise Mertens Ana Konjuh             | Julija Putyinceva Magda Linette Csang Suaj Jelena Ribakina               |
| Augusztus 2.                | Silicon Valley Classic San José, Amerikai Egyesült Államok WTA 500 565 530$ – Kemény – 28E/16Q/16P  | Darija Jurak Andreja Klepač 6–1, 7–5              | Gabriela Dabrowski Luisa Stefani  | Elise Mertens Ana Konjuh             | Julija Putyinceva Magda Linette Csang Suaj Jelena Ribakina               |
| Augusztus 2.                | Winners Open Kolozsvár, Románia WTA 250 235 238$ – Salak – 32E/32Q/16P                              | Andrea Petković 6–1, 6–1                          | Mayar Sherif                      | Mihaela Buzărnescu Aleksandra Krunić | Kristína Kučová Kristýna Plíšková Anna Karolína Schmiedlová Seone Mendez |
| Augusztus 2.                | Winners Open Kolozsvár, Románia WTA 250 235 238$ – Salak – 32E/32Q/16P                              | Natyela Dzalamidze Kaja Juvan 6–3, 6–4            | Katarzyna Piter Mayar Sherif      | Mihaela Buzărnescu Aleksandra Krunić | Kristína Kučová Kristýna Plíšková Anna Karolína Schmiedlová Seone Mendez |
| Augusztus 9.                | Canada Open Montréal, Kanada WTA 1000 1 835 490$ – Kemény – 56E/48Q/28P                             | Camila Giorgi 6–3, 7–5                            | Karolína Plíšková                 | Arina Szabalenka Jessica Pegula      | Viktorija Azaranka Sara Sorribes Tormo Cori Gauff Unsz Dzsábir           |
| Augusztus 9.                | Canada Open Montréal, Kanada WTA 1000 1 835 490$ – Kemény – 56E/48Q/28P                             | Gabriela Dabrowski Luisa Stefani 6–3, 6–4         | Darija Jurak Andreja Klepač       | Arina Szabalenka Jessica Pegula      | Viktorija Azaranka Sara Sorribes Tormo Cori Gauff Unsz Dzsábir           |
| Augusztus 16.               | Cincinnati Open Mason, Ohio, Amerikai Egyesült Államok WTA 1000 2 114 989$ – Kemény – 56E/32Q/28P   | Ashleigh Barty 6–3, 6–1                           | Jil Teichmann                     | Angelique Kerber Karolína Plíšková   | Barbora Krejčíková Petra Kvitová Paula Badosa Belinda Bencic             |
| Augusztus 16.               | Cincinnati Open Mason, Ohio, Amerikai Egyesült Államok WTA 1000 2 114 989$ – Kemény – 56E/32Q/28P   | Samantha Stosur Csang Suaj 7–5, 6–3               | Gabriela Dabrowski Luisa Stefani  | Angelique Kerber Karolína Plíšková   | Barbora Krejčíková Petra Kvitová Paula Badosa Belinda Bencic             |
| Augusztus 22.               | Cleveland Championships Cleveland, Amerikai Egyesült Államok WTA250 235 238$ – Kemény – 32E/16Q/16P | Anett Kontaveit 7–6(5), 6–4                       | Irina-Camelia Begu                | Magda Linette Sara Sorribes Tormo    | Darja Kaszatkina Aljakszandra Szasznovics Csang Suaj Kateřina Siniaková  |
| Augusztus 22.               | Cleveland Championships Cleveland, Amerikai Egyesült Államok WTA250 235 238$ – Kemény – 32E/16Q/16P | Aojama Súko Sibahara Ena 7–5, 6–3                 | Christina McHale Szánija Mirza    | Magda Linette Sara Sorribes Tormo    | Darja Kaszatkina Aljakszandra Szasznovics Csang Suaj Kateřina Siniaková  |
| Augusztus 22.               | Chicago Women's Open Chicago, Amerikai Egyesült Államok WTA 250 235 238$ – Kemény – 32E/16Q/16P     | Elina Szvitolina 7–5, 6–4                         | Alizé Cornet                      | Rebecca Peterson Varvara Gracsova    | Kristina Mladenovic Tereza Martincová Marta Kosztyuk Markéta Vondroušová |
| Augusztus 22.               | Chicago Women's Open Chicago, Amerikai Egyesült Államok WTA 250 235 238$ – Kemény – 32E/16Q/16P     | Nagyija Kicsenok Raluca Olaru 7–6(6), 5–7, [10–8] | Ljudmila Kicsenok Ninomija Makoto | Rebecca Peterson Varvara Gracsova    | Kristina Mladenovic Tereza Martincová Marta Kosztyuk Markéta Vondroušová |
| Augusztus 30. Szeptember 6. | US Open New York, Amerikai Egyesült Államok Grand Slam $ – Kemény E/P/V Egyéni – Páros–Vegyes páros | Emma Raducanu 6–4, 6–3                            | Leylah Fernandez                  | María Szákari Arina Szabalenka       | Belinda Bencic Karolína Plíšková Elina Szvitolina Barbora Krejčíková     |
| Augusztus 30. Szeptember 6. | US Open New York, Amerikai Egyesült Államok Grand Slam $ – Kemény E/P/V Egyéni – Páros–Vegyes páros | Samantha Stosur Csang Suaj 6–3, 3–6, 6–3          | Cori Gauff Catherine McNally      | María Szákari Arina Szabalenka       | Belinda Bencic Karolína Plíšková Elina Szvitolina Barbora Krejčíková     |
| Augusztus 30. Szeptember 6. | US Open New York, Amerikai Egyesült Államok Grand Slam $ – Kemény E/P/V Egyéni – Páros–Vegyes páros | Desirae Krawczyk Joe Salisbury 7–5, 6–2           | Giuliana Olmos Marcelo Arévalo    | María Szákari Arina Szabalenka       | Belinda Bencic Karolína Plíšková Elina Szvitolina Barbora Krejčíková     |

### Szeptember
| Kezdés        | Torna                                                                         | Győztesek                                            | Ellenfelek a döntőben                       | Elődöntősök                              | Negyeddöntősök                                                                  |
| ------------- | ----------------------------------------------------------------------------- | ---------------------------------------------------- | ------------------------------------------- | ---------------------------------------- | ------------------------------------------------------------------------------- |
| Szeptember 13 | Luxembourg Open Luxemburg WTA 250 Kemény (f)                                  | Clara Tauson 6–3, 4–6, 6–4                           | Jeļena Ostapenko                            | Ljudmila Szamszonova Markéta Vondroušová | Belinda Bencic Alizé Cornet Marie Bouzková Elise Mertens                        |
| Szeptember 13 | Luxembourg Open Luxemburg WTA 250 Kemény (f)                                  | Greet Minnen Alison Van Uytvanck 6–3, 6–3            | Erin Routliffe Kimberley Zimmermann         | Ljudmila Szamszonova Markéta Vondroušová | Belinda Bencic Alizé Cornet Marie Bouzková Elise Mertens                        |
| Szeptember 13 | Slovenia Open Portorož, Szlovénia WTA 250 Kemény                              | Jasmine Paolini 7–6(4), 6–2                          | Alison Riske                                | Kaja Juvan Julija Putyinceva             | Tamara Zidanšek Kristina Mladenovic Sorana Cîrstea Lucia Bronzetti              |
| Szeptember 13 | Slovenia Open Portorož, Szlovénia WTA 250 Kemény                              | Anna Kalinszkaja Tereza Mihalíková 4–6, 6–2, [12–10] | Aleksandra Krunić Lesley Pattinama Kerkhove | Kaja Juvan Julija Putyinceva             | Tamara Zidanšek Kristina Mladenovic Sorana Cîrstea Lucia Bronzetti              |
| Szeptember 20 | Ostrava Open Ostrava, Csehország WTA 500 Kemény (f)                           | Anett Kontaveit 6–2, 7–5                             | María Szákari                               | Iga Świątek Petra Kvitová                | Jelena Ribakina Tereza Martincová Belinda Bencic Jil Teichmann                  |
| Szeptember 20 | Ostrava Open Ostrava, Csehország WTA 500 Kemény (f)                           | Szánija Mirza Csang Suaj 6–3, 6–2                    | Kaitlyn Christian Erin Routliffe            | Iga Świątek Petra Kvitová                | Jelena Ribakina Tereza Martincová Belinda Bencic Jil Teichmann                  |
| Szeptember 27 | Chicago Fall Tennis Classic Chicago, Amerikai Egyesült Államok WTA 500 Kemény | Garbiñe Muguruza 3–6, 6–3, 6–0                       | Unsz Dzsábir                                | Jelena Ribakina Markéta Vondroušová      | Elina Szvitolina Belinda Bencic Danielle Collins Mai Hontama                    |
| Szeptember 27 | Chicago Fall Tennis Classic Chicago, Amerikai Egyesült Államok WTA 500 Kemény | Květa Peschke Andrea Petković 6–3, 6–1               | Caroline Dolehide Coco Vandeweghe           | Jelena Ribakina Markéta Vondroušová      | Elina Szvitolina Belinda Bencic Danielle Collins Mai Hontama                    |
| Szeptember 27 | Astana Open Nur-Szultan, Kazahsztán WTA 250 Kemény (f)                        | Alison Van Uytvanck 1–6, 6–4, 6–3                    | Julija Putyinceva                           | Rebecca Peterson Jaqueline Cristian      | Anasztaszija Gaszanova Anasztaszija Potapova Aleksandra Krunić Varvara Gracsova |
| Szeptember 27 | Astana Open Nur-Szultan, Kazahsztán WTA 250 Kemény (f)                        | Anna-Lena Friedsam Monica Niculescu 6–2, 4–6, [10–5] | Angelina Gabujeva Anasztaszija Zaharova     | Rebecca Peterson Jaqueline Cristian      | Anasztaszija Gaszanova Anasztaszija Potapova Aleksandra Krunić Varvara Gracsova |

### Október
| Kezdés               | Torna                                                                                   | Győztesek                                            | Ellenfelek a döntőben                       | Elődöntősök                          | Negyeddöntősök                                                             |
| -------------------- | --------------------------------------------------------------------------------------- | ---------------------------------------------------- | ------------------------------------------- | ------------------------------------ | -------------------------------------------------------------------------- |
| Október 4 October 11 | Indian Wells Masters Indian Wells, Amerikai Egyesült Államok WTA 1000 (kötelező) Kemény | Paula Badosa 7–6(5), 2–6, 7–6(2)                     | Viktorija Azaranka                          | Unsz Dzsábir Jeļena Ostapenko        | Anett Kontaveit Angelique Kerber Jessica Pegula Shelby Rogers              |
| Október 4 October 11 | Indian Wells Masters Indian Wells, Amerikai Egyesült Államok WTA 1000 (kötelező) Kemény | Hszie Su-vej Elise Mertens 7–6(1), 6–3               | Veronyika Kugyermetova Jelena Ribakina      | Unsz Dzsábir Jeļena Ostapenko        | Anett Kontaveit Angelique Kerber Jessica Pegula Shelby Rogers              |
| Október 18           | Kreml Kupa Moszkva, Oroszország WTA 500 Kemény (f)                                      | Anett Kontaveit 4–6, 6–4, 7–5                        | Jekatyerina Alekszandrova                   | María Szákari Markéta Vondroušová    | Arina Szabalenka Simona Halep Anasztaszija Pavljucsenkova Garbiñe Muguruza |
| Október 18           | Kreml Kupa Moszkva, Oroszország WTA 500 Kemény (f)                                      | Jeļena Ostapenko Kateřina Siniaková 6–2, 4–6, [10–8] | Nagyija Kicsenok Raluca Olaru               | María Szákari Markéta Vondroušová    | Arina Szabalenka Simona Halep Anasztaszija Pavljucsenkova Garbiñe Muguruza |
| Október 18           | Tenerife Ladies Open Tenerife, Spanyolország WTA 250 Kemény                             | Ann Li 6–1, 6–4                                      | Camila Osorio                               | Camila Giorgi Alizé Cornet           | Cseng Szaj-szaj Arantxa Rus Irina-Camelia Begu Anna Karolína Schmiedlová   |
| Október 18           | Tenerife Ladies Open Tenerife, Spanyolország WTA 250 Kemény                             | Ulrikke Eikeri Ellen Perez 6–3, 6–3                  | Ljudmila Kicsenok Marta Kosztyuk            | Camila Giorgi Alizé Cornet           | Cseng Szaj-szaj Arantxa Rus Irina-Camelia Begu Anna Karolína Schmiedlová   |
| Október 25           | Courmayeur Ladies Open Courmayeur, Olaszország WTA 250 Kemény (f)                       | Donna Vekić 7–6(3), 6–2                              | Clara Tauson                                | Jasmine Paolini Ljudmila Szamszonova | Dajana Jasztremszka Vang Hszin-jü Anna Kalinszkaja Ann Li                  |
| Október 25           | Courmayeur Ladies Open Courmayeur, Olaszország WTA 250 Kemény (f)                       | Vang Hszin-jü Cseng Szaj-szaj 6–4, 3–6, [10–5]       | Hozumi Eri Csang Suaj                       | Jasmine Paolini Ljudmila Szamszonova | Dajana Jasztremszka Vang Hszin-jü Anna Kalinszkaja Ann Li                  |
| Október 25           | Transylvania Open Kolozsvár, Románia WTA 250 Kemény (f)                                 | Anett Kontaveit 6–2, 6–3                             | Simona Halep                                | Marta Kosztyuk Rebecca Peterson      | Jaqueline Cristian Emma Raducanu Leszja Curenko Anhelina Kalinyina         |
| Október 25           | Transylvania Open Kolozsvár, Románia WTA 250 Kemény (f)                                 | Irina Bara Ekaterine Gorgodze 4–6, 6–1, [11–9]       | Aleksandra Krunić Lesley Pattinama Kerkhove | Marta Kosztyuk Rebecca Peterson      | Jaqueline Cristian Emma Raducanu Leszja Curenko Anhelina Kalinyina         |

### November
| Kezdés     | Torna                                                                            | Győztesek                                      | Ellenfelek a döntőben         | Elődöntősök                            | Negyeddöntősök                                                                           |
| ---------- | -------------------------------------------------------------------------------- | ---------------------------------------------- | ----------------------------- | -------------------------------------- | ---------------------------------------------------------------------------------------- |
| November 1 | 2020–21-es Billie Jean King-kupa-finálé Prága, Csehország Kemény (f) – 12 csapat | Oroszország · 2–0                              | Svájc                         | Amerikai Egyesült Államok · Ausztrália |                                                                                          |
| November 8 | 2021-es WTA Finals Guadalajara, Mexikó Évvégi világbajnokság Kemény (f)          | Garbiñe Muguruza 6–3, 7–5                      | Anett Kontaveit               | Paula Badosa María Szákari             | Körmérkőzéses szakasz: Barbora Krejčíková Karolína Plíšková Arina Szabalenka Iga Świątek |
| November 8 | 2021-es WTA Finals Guadalajara, Mexikó Évvégi világbajnokság Kemény (f)          | Barbora Krejčíková Kateřina Siniaková 6–3, 6–4 | Hszie Su-vej Elise Mertens    | Paula Badosa María Szákari             | Körmérkőzéses szakasz: Barbora Krejčíková Karolína Plíšková Arina Szabalenka Iga Świątek |
| November 8 | Linz Open Linz, Ausztria WTA 250 Kemény (f)                                      | Alison Riske 2–6, 6–2, 7–5                     | Jaqueline Cristian            | Danielle Collins Simona Halep          | Vang Hszin-jü Alison Van Uytvanck Veronyika Kugyermetova Jasmine Paolini                 |
| November 8 | Linz Open Linz, Ausztria WTA 250 Kemény (f)                                      | Natyela Dzalamidze Kamilla Rahimova 6–4, 6–2   | Vang Hszin-jü Cseng Szaj-szaj | Danielle Collins Simona Halep          | Vang Hszin-jü Alison Van Uytvanck Veronyika Kugyermetova Jasmine Paolini                 |

## A járvány miatti tornahalasztások és törlések
| Hét                  | Torna                                                                     | Állapot                                             |
| -------------------- | ------------------------------------------------------------------------- | --------------------------------------------------- |
| Január 4             | Brisbane International Brisbane, Ausztrália WTA500 Kemény                 | Törölve                                             |
| Január 4             | Auckland Open Auckland, Új-Zéland WTA250 Kemény                           | Törölve                                             |
| Január 4             | Shenzhen Open Sencsen, Kína WTA250 Kemény                                 | Törölve                                             |
| Január 11            | Adelaide International Adelaide, Ausztrália WTA500 Kemény                 | Elhalasztva február 1-re és áthelyezve Melbourne-be |
| Január 11            | Hobart International Hobart, Ausztrália WTA250 Kemény                     | Törölve                                             |
| Január 18 Január 25  | Australian Open Melbourne, Ausztrália Grand Slam Kemény                   | Elhalasztva február 8-ra                            |
| Február 8            | St. Petersburg Ladies Trophy Szentpétervár, Oroszország WTA500 Kemény (f) | Elhalasztva az Australian Open áthelyezése miatt    |
| Február 8            | Thailand Open Huahin, Thaiföld WTA250 Kemény                              | Törölve                                             |
| Február 15           | Qatar Open Doha, Katar WTA500 Kemény                                      | Elhalasztva az Australian Open áthelyezése miatt    |
| Február 22           | Mexican Open Acapulco, Mexikó WTA250 Kemény                               | Törölve                                             |
| Március 8 Március 15 | Indian Wells Open Indian Wells, Egyesült Államok WTA1000 Kemény           | Törölve                                             |
| Május 17             | Morocco Open Rabat, Marokkó WTA 250 Salak                                 | Elhalasztva                                         |
| Június 7             | Rosmalen Grass Court Championships ’s-Hertogenbosch, Hollandia WTA 250 Fű | Törölve                                             |
| Szeptember 13        | Zhengzhou Open Csengcsou, Kína WTA 500 Kemény                             | Törölve                                             |
| Szeptember 13        | Japan Open Hirosima, Japán WTA 250 Kemény                                 | Törölve                                             |
| Szeptember 20        | Pan Pacific Open Tokió, Japán WTA 500 Kemény                              | Törölve                                             |
| Szeptember 20        | Guangzhou Open Kanton, Kína WTA 250 Kemény                                | Törölve                                             |
| Szeptember 20        | Korea Open Szöul, Dél-Korea WTA 250 Kemény                                | Törölve                                             |
| Szeptember 27        | Wuhan Open Vuhan, Kína WTA 1000 (Non-mandatory) Kemény                    | Törölve                                             |
| Október 4            | China Open Peking, Kína WTA 1000 (Mandatory) Kemény                       | Törölve                                             |
| October 11           | Hong Kong Open Hongkong, Kína WTA 250 Kemény                              | Törölve                                             |
| October 11           | Tianjin Open Tiencsin, Kína WTA 250 Kemény                                | Törölve                                             |
| Október 18           | Jiangxi Open Nancsang, Kína WTA 250 Kemény                                | Törölve                                             |
| November 1           | WTA Elite Trophy Csuhaj, Kína Év végi bajnokság Kemény (f)                | Elhalasztva                                         |
| November 8           | WTA Finals Sencsen, Kína Év végi világbajnokság Kemény (f)                | Áthelyezve Guadalajara, Mexikó helyszínre           |

## Statisztika
Az alábbi táblázat az egyéniben (E), párosban (P) és vegyes párosban (V) elért győzelmek számát mutatja játékosonként, illetve országonként. Az oszlopokban a feltüntetett színekkel vannak elkülönítve egymástól a Grand Slam-tornák, a nyári olimpia tenisztornájának eredményei, az év végi bajnokságok (WTA Finals világbajnokság és a WTA Elite Trophy torna), a WTA1000 és WTA500 tornák (Premier Mandatory, Premier 5, Premier) és a WTA250 (International) tornák.
A játékosok/országok sorrendjét a következők határozzák meg: 1. győzelmek száma (azonos nemzetbeliek által megszerzett páros győzelem csak egyszer számít); 2. a torna rangja (a táblázat oszlopai szerinti sorrendben); 3. a versenyszám (egyéni – páros – vegyes páros); 4. ábécésorrend.
| Grand Slam tornák             |
| Nyári olimpia                 |
| Év végi bajnokságok           |
| WTA 1000 (kötelező torna)     |
| WTA 1000 (nem kötelező torna) |
| WTA 500                       |
| WTA 250                       |

### Győzelmek játékosonként
| Össz | Játékos                           | Grand Slam | Grand Slam | Grand Slam | Olimpia | Olimpia | Olimpia | Év végi világbajnokság | Év végi világbajnokság | WTA1000 (kötelező) | WTA1000 (kötelező) | WTA1000 (nem kötelező) | WTA1000 (nem kötelező) | WTA500 | WTA500 | WTA250 | WTA250 | Összesen | Összesen | Összesen |
| Össz | Játékos                           | E          | P          | V          | E       | P       | V       | E                      | P                      | E                  | P                  | E                      | P                      | E      | P      | E      | P      | E        | P        | V        |
| ---- | --------------------------------- | ---------- | ---------- | ---------- | ------- | ------- | ------- | ---------------------- | ---------------------- | ------------------ | ------------------ | ---------------------- | ---------------------- | ------ | ------ | ------ | ------ | -------- | -------- | -------- |
| 9    | Barbora Krejčíková (CZE)          | ●          | ●          | ●          |         | ●       |         |                        | ●                      |                    | ●                  |                        |                        |        | ●      | ●      |        | 3        | 5        | 1        |
| 6    | Ashleigh Barty (AUS)              | ●          |            |            |         |         |         |                        |                        | ●                  |                    | ●                      |                        | ●      | ●      |        |        | 5        | 1        | 0        |
| 6    | Kateřina Siniaková (CZE)          |            | ●          |            |         | ●       |         |                        | ●                      |                    | ●                  |                        |                        |        | ●      |        |        | 0        | 6        | 0        |
| 5    | Elise Mertens (BEL)               |            | ●          |            |         |         |         |                        |                        |                    | ●                  |                        |                        | ●      |        |        | ●      | 1        | 4        | 0        |
| 5    | Desirae Krawczyk (USA)            |            |            | ●          |         |         |         |                        |                        |                    |                    |                        |                        |        | ●      |        | ●      | 0        | 2        | 3        |
| 5    | Aojama Súko (JPN)                 |            |            |            |         |         |         |                        |                        |                    | ●                  |                        |                        |        | ●      |        | ●      | 0        | 5        | 0        |
| 5    | Sibahara Ena (JPN)                |            |            |            |         |         |         |                        |                        |                    | ●                  |                        |                        |        | ●      |        | ●      | 0        | 5        | 0        |
| 4    | Arina Szabalenka (BLR)            |            | ●          |            |         |         |         |                        |                        | ●                  |                    |                        |                        | ●      | ●      |        |        | 2        | 2        | 0        |
| 4    | Anett Kontaveit (EST)             |            |            |            |         |         |         |                        |                        |                    |                    |                        |                        | ●      |        | ●      |        | 4        | 0        | 0        |
| 3    | Csang Suaj (CHN)                  |            | ●          |            |         |         |         |                        |                        |                    |                    |                        | ●                      |        | ●      |        |        | 0        | 3        | 0        |
| 3    | Garbiñe Muguruza (ESP)            |            |            |            |         |         |         | ●                      |                        |                    |                    | ●                      |                        | ●      |        |        |        | 3        | 0        | 0        |
| 3    | Alexa Guarachi (CHI)              |            |            |            |         |         |         |                        |                        |                    |                    |                        | ●                      |        | ●      |        | ●      | 0        | 3        | 0        |
| 3    | Darija Jurak (CRO)                |            |            |            |         |         |         |                        |                        |                    |                    |                        | ●                      |        | ●      |        | ●      | 0        | 3        | 0        |
| 2    | Hszie Su-vej (TPE)                |            | ●          |            |         |         |         |                        |                        |                    | ●                  |                        |                        |        |        |        |        | 0        | 2        | 0        |
| 2    | Samantha Stosur (AUS)             |            | ●          |            |         |         |         |                        |                        |                    |                    |                        | ●                      |        |        |        |        | 0        | 2        | 0        |
| 2    | Paula Badosa (ESP)                |            |            |            |         |         |         |                        |                        | ●                  |                    |                        |                        |        |        | ●      |        | 2        | 0        | 0        |
| 2    | Iga Świątek (POL)                 |            |            |            |         |         |         |                        |                        |                    |                    | ●                      |                        | ●      |        |        |        | 2        | 0        | 0        |
| 2    | Jeļena Ostapenko (LAT)            |            |            |            |         |         |         |                        |                        |                    |                    |                        |                        | ●      | ●      |        |        | 1        | 1        | 0        |
| 2    | Danielle Collins (USA)            |            |            |            |         |         |         |                        |                        |                    |                    |                        |                        | ●      |        | ●      |        | 2        | 0        | 0        |
| 2    | Darja Kaszatkina (RUS)            |            |            |            |         |         |         |                        |                        |                    |                    |                        |                        | ●      |        | ●      |        | 2        | 0        | 0        |
| 2    | Veronyika Kugyermetova (RUS)      |            |            |            |         |         |         |                        |                        |                    |                    |                        |                        | ●      |        |        | ●      | 1        | 1        | 0        |
| 2    | Nicole Melichar (USA)             |            |            |            |         |         |         |                        |                        |                    |                    |                        |                        |        | ●      |        |        | 0        | 2        | 0        |
| 2    | Demi Schuurs (NED)                |            |            |            |         |         |         |                        |                        |                    |                    |                        |                        |        | ●      |        |        | 0        | 2        | 0        |
| 2    | Andrea Petković (GER)             |            |            |            |         |         |         |                        |                        |                    |                    |                        |                        |        | ●      | ●      |        | 1        | 1        | 0        |
| 2    | Nagyija Kicsenok (UKR)            |            |            |            |         |         |         |                        |                        |                    |                    |                        |                        |        | ●      |        | ●      | 0        | 2        | 0        |
| 2    | Andreja Klepač (SLO)              |            |            |            |         |         |         |                        |                        |                    |                    |                        |                        |        | ●      |        | ●      | 0        | 2        | 0        |
| 2    | Raluca Olaru (ROU)                |            |            |            |         |         |         |                        |                        |                    |                    |                        |                        |        | ●      |        | ●      | 0        | 2        | 0        |
| 2    | Clara Tauson (DEN)                |            |            |            |         |         |         |                        |                        |                    |                    |                        |                        |        |        | ●      |        | 2        | 0        | 0        |
| 2    | Cori Gauff (USA)                  |            |            |            |         |         |         |                        |                        |                    |                    |                        |                        |        |        | ●      | ●      | 1        | 1        | 0        |
| 2    | Jasmine Paolini (ITA)             |            |            |            |         |         |         |                        |                        |                    |                    |                        |                        |        |        | ●      | ●      | 1        | 1        | 0        |
| 2    | Astra Sharma (AUS)                |            |            |            |         |         |         |                        |                        |                    |                    |                        |                        |        |        | ●      | ●      | 1        | 1        | 0        |
| 2    | Alison Van Uytvanck (BEL)         |            |            |            |         |         |         |                        |                        |                    |                    |                        |                        |        |        | ●      | ●      | 1        | 1        | 0        |
| 2    | Marie Bouzková (CZE)              |            |            |            |         |         |         |                        |                        |                    |                    |                        |                        |        |        |        | ●      | 0        | 2        | 0        |
| 2    | Natyela Dzalamidze (RUS)          |            |            |            |         |         |         |                        |                        |                    |                    |                        |                        |        |        |        | ●      | 0        | 2        | 0        |
| 2    | Lucie Hradecká (CZE)              |            |            |            |         |         |         |                        |                        |                    |                    |                        |                        |        |        |        | ●      | 0        | 2        | 0        |
| 2    | Catherine McNally (USA)           |            |            |            |         |         |         |                        |                        |                    |                    |                        |                        |        |        |        | ●      | 0        | 2        | 0        |
| 2    | Ellen Perez (AUS)                 |            |            |            |         |         |         |                        |                        |                    |                    |                        |                        |        |        |        | ●      | 0        | 2        | 0        |
| 2    | Kamilla Rahimova (RUS)            |            |            |            |         |         |         |                        |                        |                    |                    |                        |                        |        |        |        | ●      | 0        | 2        | 0        |
| 1    | Ószaka Naomi (JPN)                | ●          |            |            |         |         |         |                        |                        |                    |                    |                        |                        |        |        |        |        | 1        | 0        | 0        |
| 1    | Emma Raducanu (GBR)               | ●          |            |            |         |         |         |                        |                        |                    |                    |                        |                        |        |        |        |        | 1        | 0        | 0        |
| 1    | Belinda Bencic (SUI)              |            |            |            | ●       |         |         |                        |                        |                    |                    |                        |                        |        |        |        |        | 0        | 1        | 0        |
| 1    | Anasztaszija Pavljucsenkova (RUS) |            |            |            |         |         | ●       |                        |                        |                    |                    |                        |                        |        |        |        |        | 0        | 0        | 1        |
| 1    | Camila Giorgi (ITA)               |            |            |            |         |         |         |                        |                        |                    |                    | ●                      |                        |        |        |        |        | 1        | 0        | 0        |
| 1    | Gabriela Dabrowski (CAN)          |            |            |            |         |         |         |                        |                        |                    |                    |                        | ●                      |        |        |        |        | 0        | 1        | 0        |
| 1    | Sharon Fichman (CAN)              |            |            |            |         |         |         |                        |                        |                    |                    |                        | ●                      |        |        |        |        | 0        | 1        | 0        |
| 1    | Giuliana Olmos (MEX)              |            |            |            |         |         |         |                        |                        |                    |                    |                        | ●                      |        |        |        |        | 0        | 1        | 0        |
| 1    | Luisa Stefani (BRA)               |            |            |            |         |         |         |                        |                        |                    |                    |                        | ●                      |        |        |        |        | 0        | 1        | 0        |
| 1    | Petra Kvitová (CZE)               |            |            |            |         |         |         |                        |                        |                    |                    |                        |                        | ●      |        |        |        | 1        | 0        | 0        |
| 1    | Ljudmila Szamszonova (RUS)        |            |            |            |         |         |         |                        |                        |                    |                    |                        |                        | ●      |        |        |        | 1        | 0        | 0        |
| 1    | Viktorija Azaranka (USA)          |            |            |            |         |         |         |                        |                        |                    |                    |                        |                        |        | ●      |        |        | 0        | 1        | 0        |
| 1    | Jennifer Brady (USA)              |            |            |            |         |         |         |                        |                        |                    |                    |                        |                        |        | ●      |        |        | 0        | 1        | 0        |
| 1    | Szánija Mirza (IND)               |            |            |            |         |         |         |                        |                        |                    |                    |                        |                        |        | ●      |        |        | 0        | 1        | 0        |
| 1    | Květa Peschke (CZE)               |            |            |            |         |         |         |                        |                        |                    |                    |                        |                        |        | ●      |        |        | 0        | 1        | 0        |
| 1    | Sorana Cîrstea (ROU)              |            |            |            |         |         |         |                        |                        |                    |                    |                        |                        |        |        | ●      |        | 1        | 0        | 0        |
| 1    | Unsz Dzsábir (TUN)                |            |            |            |         |         |         |                        |                        |                    |                    |                        |                        |        |        | ●      |        | 1        | 0        | 0        |
| 1    | Leylah Fernandez (CAN)            |            |            |            |         |         |         |                        |                        |                    |                    |                        |                        |        |        | ●      |        | 1        | 0        | 0        |
| 1    | Angelique Kerber (GER)            |            |            |            |         |         |         |                        |                        |                    |                    |                        |                        |        |        | ●      |        | 1        | 0        | 0        |
| 1    | Konta Johanna (GBR)               |            |            |            |         |         |         |                        |                        |                    |                    |                        |                        |        |        | ●      |        | 1        | 0        | 0        |
| 1    | Ann Li (USA)                      |            |            |            |         |         |         |                        |                        |                    |                    |                        |                        |        |        | ●      |        | 1        | 0        | 0        |
| 1    | María Camila Osorio Serrano (COL) |            |            |            |         |         |         |                        |                        |                    |                    |                        |                        |        |        | ●      |        | 1        | 0        | 0        |
| 1    | Julija Putyinceva (KAZ)           |            |            |            |         |         |         |                        |                        |                    |                    |                        |                        |        |        | ●      |        | 1        | 0        | 0        |
| 1    | Alison Riske (USA)                |            |            |            |         |         |         |                        |                        |                    |                    |                        |                        |        |        | ●      |        | 1        | 0        | 0        |
| 1    | Elena-Gabriela Ruse (ROU)         |            |            |            |         |         |         |                        |                        |                    |                    |                        |                        |        |        | ●      |        | 1        | 0        | 0        |
| 1    | Sara Sorribes Tormo (ESP)         |            |            |            |         |         |         |                        |                        |                    |                    |                        |                        |        |        | ●      |        | 1        | 0        | 0        |
| 1    | Elina Szvitolina (UKR)            |            |            |            |         |         |         |                        |                        |                    |                    |                        |                        |        |        | ●      |        | 1        | 0        | 0        |
| 1    | Donna Vekić (CRO)                 |            |            |            |         |         |         |                        |                        |                    |                    |                        |                        |        |        | ●      |        | 1        | 0        | 0        |
| 1    | Maryna Zanevska (BEL)             |            |            |            |         |         |         |                        |                        |                    |                    |                        |                        |        |        | ●      |        | 1        | 0        | 0        |
| 1    | Tamara Zidanšek (SLO)             |            |            |            |         |         |         |                        |                        |                    |                    |                        |                        |        |        | ●      |        | 1        | 0        | 0        |
| 1    | Susan Bandecchi (SUI)             |            |            |            |         |         |         |                        |                        |                    |                    |                        |                        |        |        |        | ●      | 0        | 1        | 0        |
| 1    | Hailey Baptiste (USA)             |            |            |            |         |         |         |                        |                        |                    |                    |                        |                        |        |        |        | ●      | 0        | 1        | 0        |
| 1    | Irina Bara (ROU)                  |            |            |            |         |         |         |                        |                        |                    |                    |                        |                        |        |        |        | ●      | 0        | 1        | 0        |
| 1    | Mihaela Buzărnescu (ROU)          |            |            |            |         |         |         |                        |                        |                    |                    |                        |                        |        |        |        | ●      | 0        | 1        | 0        |
| 1    | Cseng Szaj-szaj (CHN)             |            |            |            |         |         |         |                        |                        |                    |                    |                        |                        |        |        |        | ●      | 0        | 1        | 0        |
| 1    | Anna Danilina (KAZ)               |            |            |            |         |         |         |                        |                        |                    |                    |                        |                        |        |        |        | ●      | 0        | 1        | 0        |
| 1    | Caroline Dolehide (USA)           |            |            |            |         |         |         |                        |                        |                    |                    |                        |                        |        |        |        | ●      | 0        | 1        | 0        |
| 1    | Ulrikke Eikeri (NOR)              |            |            |            |         |         |         |                        |                        |                    |                    |                        |                        |        |        |        | ●      | 0        | 1        | 0        |
| 1    | Anna-Lena Friedsam (GER)          |            |            |            |         |         |         |                        |                        |                    |                    |                        |                        |        |        |        | ●      | 0        | 1        | 0        |
| 1    | Ekaterine Gorgodze (GEO)          |            |            |            |         |         |         |                        |                        |                    |                    |                        |                        |        |        |        | ●      | 0        | 1        | 0        |
| 1    | Kaja Juvan (SLO)                  |            |            |            |         |         |         |                        |                        |                    |                    |                        |                        |        |        |        | ●      | 0        | 1        | 0        |
| 1    | Anna Kalinszkaja (RUS)            |            |            |            |         |         |         |                        |                        |                    |                    |                        |                        |        |        |        | ●      | 0        | 1        | 0        |
| 1    | Ljudmila Kicsenok (UKR)           |            |            |            |         |         |         |                        |                        |                    |                    |                        |                        |        |        |        | ●      | 0        | 1        | 0        |
| 1    | Aleksandra Krunić (SRB)           |            |            |            |         |         |         |                        |                        |                    |                    |                        |                        |        |        |        | ●      | 0        | 1        | 0        |
| 1    | Viktória Kužmová (SVK)            |            |            |            |         |         |         |                        |                        |                    |                    |                        |                        |        |        |        | ●      | 0        | 1        | 0        |
| 1    | Elixane Lechemia (FRA)            |            |            |            |         |         |         |                        |                        |                    |                    |                        |                        |        |        |        | ●      | 0        | 1        | 0        |
| 1    | Lidzija Marozava (BLR)            |            |            |            |         |         |         |                        |                        |                    |                    |                        |                        |        |        |        | ●      | 0        | 1        | 0        |
| 1    | Tereza Mihalíková (SVK)           |            |            |            |         |         |         |                        |                        |                    |                    |                        |                        |        |        |        | ●      | 0        | 1        | 0        |
| 1    | Greet Minnen (BEL)                |            |            |            |         |         |         |                        |                        |                    |                    |                        |                        |        |        |        | ●      | 0        | 1        | 0        |
| 1    | Asia Muhammad (USA)               |            |            |            |         |         |         |                        |                        |                    |                    |                        |                        |        |        |        | ●      | 0        | 1        | 0        |
| 1    | Ingrid Neel (USA)                 |            |            |            |         |         |         |                        |                        |                    |                    |                        |                        |        |        |        | ●      | 0        | 1        | 0        |
| 1    | Monica Niculescu (ROU)            |            |            |            |         |         |         |                        |                        |                    |                    |                        |                        |        |        |        | ●      | 0        | 1        | 0        |
| 1    | Ninomija Makoto (JPN)             |            |            |            |         |         |         |                        |                        |                    |                    |                        |                        |        |        |        | ●      | 0        | 1        | 0        |
| 1    | Ankita Raina (IND)                |            |            |            |         |         |         |                        |                        |                    |                    |                        |                        |        |        |        | ●      | 0        | 1        | 0        |
| 1    | Erin Routliffe (NZL)              |            |            |            |         |         |         |                        |                        |                    |                    |                        |                        |        |        |        | ●      | 0        | 1        | 0        |
| 1    | Arantxa Rus (NED)                 |            |            |            |         |         |         |                        |                        |                    |                    |                        |                        |        |        |        | ●      | 0        | 1        | 0        |
| 1    | Nina Stojanović (SRB)             |            |            |            |         |         |         |                        |                        |                    |                    |                        |                        |        |        |        | ●      | 0        | 1        | 0        |
| 1    | Stollár Fanny (HUN)               |            |            |            |         |         |         |                        |                        |                    |                    |                        |                        |        |        |        | ●      | 0        | 1        | 0        |
| 1    | Jil Teichmann (SUI)               |            |            |            |         |         |         |                        |                        |                    |                    |                        |                        |        |        |        | ●      | 0        | 1        | 0        |
| 1    | Vang Hszin-jü (CHN)               |            |            |            |         |         |         |                        |                        |                    |                    |                        |                        |        |        |        | ●      | 0        | 1        | 0        |
| 1    | Simona Waltert (SUI)              |            |            |            |         |         |         |                        |                        |                    |                    |                        |                        |        |        |        | ●      | 0        | 1        | 0        |
| 1    | Kimberley Zimmermann (BEL)        |            |            |            |         |         |         |                        |                        |                    |                    |                        |                        |        |        |        | ●      | 0        | 1        | 0        |

### Győzelmek országonként
| Össz | Ország                    | Grand Slam | Grand Slam | Grand Slam | Olimpia | Olimpia | Olimpia | Év végi világbajnokság | Év végi világbajnokság | WTA1000 (kötelező) | WTA1000 (kötelező) | WTA1000 (nem kötelező) | WTA1000 (nem kötelező) | WTA500 | WTA500 | WTA250 | WTA250 | Összesen | Összesen | Összesen |
| Össz | Ország                    | E          | P          | V          | E       | P       | V       | E                      | P                      | E                  | P                  | E                      | P                      | E      | P      | E      | P      | E        | P        | V        |
| ---- | ------------------------- | ---------- | ---------- | ---------- | ------- | ------- | ------- | ---------------------- | ---------------------- | ------------------ | ------------------ | ---------------------- | ---------------------- | ------ | ------ | ------ | ------ | -------- | -------- | -------- |
| 17   | Amerikai Egyesült Államok |            |            | 3          |         |         |         |                        |                        |                    |                    |                        |                        | 1      | 4      | 4      | 5      | 5        | 9        | 3        |
| 14   | Csehország                | 1          | 1          | 1          |         | 1       |         |                        | 1                      |                    | 1                  |                        |                        | 1      | 3      | 2      | 2      | 4        | 9        | 1        |
| 11   | Ausztrália                | 1          | 1          |            |         |         |         |                        |                        | 1                  |                    | 1                      | 1                      | 2      | 1      | 1      | 2      | 6        | 5        | 0        |
| 10   | Oroszország               |            |            |            |         |         | 1       |                        |                        |                    |                    |                        |                        | 3      |        | 1      | 5      | 4        | 5        | 1        |
| 9    | Belgium                   |            | 2          |            |         |         |         |                        |                        |                    | 1                  |                        |                        | 1      |        | 2      | 3      | 3        | 6        | 0        |
| 7    | Japán                     | 1          |            |            |         |         |         |                        |                        |                    | 1                  |                        |                        |        | 3      |        | 2      | 1        | 6        | 0        |
| 7    | Románia                   |            |            |            |         |         |         |                        |                        |                    |                    |                        |                        |        | 1      | 2      | 4      | 2        | 5        | 0        |
| 6    | Spanyolország             |            |            |            |         |         |         | 1                      |                        | 1                  |                    | 1                      |                        | 1      |        | 2      |        | 6        | 0        | 0        |
| 5    | Fehéroroszország          |            | 1          |            |         |         |         |                        |                        | 1                  |                    |                        |                        | 1      | 1      |        | 1      | 2        | 3        | 0        |
| 4    | Kína                      |            | 1          |            |         |         |         |                        |                        |                    |                    |                        | 1                      |        | 1      |        | 1      | 0        | 4        | 0        |
| 4    | Horvátország              |            |            |            |         |         |         |                        |                        |                    |                    |                        | 1                      |        | 1      | 1      | 1      | 1        | 3        | 0        |
| 4    | Észtország                |            |            |            |         |         |         |                        |                        |                    |                    |                        |                        | 2      |        | 2      |        | 4        | 0        | 0        |
| 4    | Németország               |            |            |            |         |         |         |                        |                        |                    |                    |                        |                        |        | 1      | 2      | 1      | 2        | 2        | 0        |
| 4    | Szlovénia                 |            |            |            |         |         |         |                        |                        |                    |                    |                        |                        |        | 1      | 1      | 2      | 1        | 3        | 0        |
| 4    | Ukrajna                   |            |            |            |         |         |         |                        |                        |                    |                    |                        |                        |        | 1      | 1      | 2      | 1        | 3        | 0        |
| 3    | Svájc                     |            |            |            | 1       |         |         |                        |                        |                    |                    |                        |                        |        |        |        | 2      | 1        | 2        | 0        |
| 3    | Olaszország               |            |            |            |         |         |         |                        |                        |                    |                    | 1                      |                        |        |        | 1      | 1      | 2        | 1        | 0        |
| 3    | Chile                     |            |            |            |         |         |         |                        |                        |                    |                    |                        | 1                      |        | 1      |        | 1      | 0        | 3        | 0        |
| 3    | Kanada                    |            |            |            |         |         |         |                        |                        |                    |                    |                        | 2                      |        |        | 1      |        | 1        | 2        | 0        |
| 3    | Hollandia                 |            |            |            |         |         |         |                        |                        |                    |                    |                        |                        |        | 2      |        | 1      | 0        | 3        | 0        |
| 2    | Egyesült Királyság        | 1          |            |            |         |         |         |                        |                        |                    |                    |                        |                        |        |        | 1      |        | 2        | 0        | 0        |
| 2    | Tajvan                    |            | 1          |            |         |         |         |                        |                        |                    | 1                  |                        |                        |        |        |        |        | 0        | 2        | 0        |
| 2    | Lengyelország             |            |            |            |         |         |         |                        |                        |                    |                    | 1                      |                        | 1      |        |        |        | 2        | 0        | 0        |
| 2    | Lettország                |            |            |            |         |         |         |                        |                        |                    |                    |                        |                        | 1      | 1      |        |        | 1        | 1        | 0        |
| 2    | India                     |            |            |            |         |         |         |                        |                        |                    |                    |                        |                        |        | 1      |        | 1      | 0        | 2        | 0        |
| 2    | Dánia                     |            |            |            |         |         |         |                        |                        |                    |                    |                        |                        |        |        | 2      |        | 2        | 0        | 0        |
| 2    | Kazahsztán                |            |            |            |         |         |         |                        |                        |                    |                    |                        |                        |        |        | 1      | 1      | 1        | 1        | 0        |
| 2    | Szlovákia                 |            |            |            |         |         |         |                        |                        |                    |                    |                        |                        |        |        |        | 2      | 0        | 2        | 0        |
| 1    | Brazília                  |            |            |            |         |         |         |                        |                        |                    |                    |                        | 1                      |        |        |        |        | 0        | 1        | 0        |
| 1    | Mexikó                    |            |            |            |         |         |         |                        |                        |                    |                    |                        | 1                      |        |        |        |        | 0        | 1        | 0        |
| 1    | Kolumbia                  |            |            |            |         |         |         |                        |                        |                    |                    |                        |                        |        |        | 1      |        | 1        | 0        | 0        |
| 1    | Tunézia                   |            |            |            |         |         |         |                        |                        |                    |                    |                        |                        |        |        | 1      |        | 1        | 0        | 0        |
| 1    | Franciaország             |            |            |            |         |         |         |                        |                        |                    |                    |                        |                        |        |        |        | 1      | 0        | 1        | 0        |
| 1    | Grúzia                    |            |            |            |         |         |         |                        |                        |                    |                    |                        |                        |        |        |        | 1      | 0        | 1        | 0        |
| 1    | Magyarország              |            |            |            |         |         |         |                        |                        |                    |                    |                        |                        |        |        |        | 1      | 0        | 1        | 0        |
| 1    | Norvégia                  |            |            |            |         |         |         |                        |                        |                    |                    |                        |                        |        |        |        | 1      | 0        | 1        | 0        |
| 1    | Szerbia                   |            |            |            |         |         |         |                        |                        |                    |                    |                        |                        |        |        |        | 1      | 0        | 1        | 0        |
| 1    | Új-Zéland                 |            |            |            |         |         |         |                        |                        |                    |                    |                        |                        |        |        |        | 1      | 0        | 1        | 0        |

### Első győzelmek
Az alábbi játékosok pályafutásuk első WTA-győzelmét szerezték az adott versenyszámban 2021-ben:
Egyéni
- Clara Tauson – Lyon (Lyon Open)
- Sara Sorribes Tormo – Guadalajara (Abierto Zapopan)
- Leylah Fernandez – Monterrey (Monterrey Open)
- Veronyika Kugyermetova – Charleston (Volvo Cars Open)
- María Camila Osorio Serrano – Bogotá (Copa Colsanitas)
- Astra Sharma – Charleston (MUSC Health Women's Open)
- Paula Badosa – Belgrád (Serbia Open)
- Barbora Krejčíková – Strasbourg (Internationaux de Strasbourg)
- Ljudmila Szamszonova – Berlin (German Open)
- Unsz Dzsábir – Birmingham (Birmingham Classic)
- Elena-Gabriela Ruse – Hamburg (Hamburg European Open)
- Tamara Zidanšek – Lausanne (Ladies Open Lausanne)
- Maryna Zanewska – Gdynia (WTA Poland Open)
- Danielle Collins – Palermo (Palermo Ladies Open)
- Emma Raducanu – (US Open)
- Jasmine Paolini – Portorož (Slovenia Open)
- Ann Li – Tenerife (Tenerife Ladies Open)

Páros
- Ankita Raina – Melbourne (Phillip Island Trophy)
- Kamilla Rahimova – Melbourne (Phillip Island Trophy)
- Caroline Dolehide – Monterrey (Monterrey Open)
- Elixane Lechemia – Bogotá (Copa Colsanitas)
- Ingrid Neel – Bogotá (Copa Colsanitas)
- Hailey Baptiste – Charleston (MUSC Health Women's Open)
- Jennifer Brady – Stuttgart (Porsche Tennis Grand Prix)
- Marie Bouzková – Birmingham (Birmingham Classic)
- Jil Teichmann – Hamburg (Hamburg European Open)
- Susan Bandecchi – Lausanne (Ladies Open Lausanne)
- Simona Waltert – Lausanne (Ladies Open Lausanne)
- Anna Danilina – Gdynia (WTA Poland Open)
- Erin Routliffe – Palermo (Palermo Ladies Open)
- Kimberley Zimmermann – Palermo (Palermo Ladies Open)
- Natyela Dzalamidze – Kolozsvár (Winners Open)
- Kaja Juvan – Kolozsvár (Winners Open)
- Tereza Mihalíková – Portorož (Slovenia Open)
- Andrea Petković – Chicago (Chicago Fall Tennis Classic)
- Ulrikke Eikeri – Tenerife (Tenerife Ladies Open)
- Irina Bara – Kolozsvár (Transylvania Open)
- Ekaterine Gorgodze – Kolozsvár (Transylvania Open)

Vegyes páros
- Desirae Krawczyk – Roland Garros (2021-es Roland Garros – vegyes páros)

### Címvédések
Az alábbi játékosok megvédték előző évben szerzett bajnoki címüket:
Egyéni
- Ashleigh Barty – Miami (Miami Open)

Páros
- Hszie Su-vej – Wimbledon (2021-es wimbledoni teniszbajnokság – női páros)
- Lucie Hradecká – Prága (Prague Open)
- Elise Mertens – Indian Wells (Indian Wells Masters)

Vegyes páros
- Barbora Krejčíková – Melbourne (2021-es Australian Open – vegyes páros)

### Top10 belépők
Az alábbi játékosok pályafutásuk során először kerültek a világranglista első 10 helyezettje közé:
Egyéni
- Iga Świątek (2021. május 17-én a 9. helyre)
- Barbora Krejčíková (2021. augusztus 9-én a 10. helyre)
- María Szákari (2021. szeptember 27-én a 10. helyre)
- Unsz Dzsábir (2021. október 18-án a 8. helyre)
- Anett Kontaveit (2021. november 1-én a 8. helyre)
- Paula Badosa (2021. november 8-án a 10. helyre)

Páros
- Nicole Melichar (2021. április 12-én a 10. helyre)
- Luisa Stefani (2021. november 1-én a 9. helyre)
- Darija Jurak (2021. november 1-én a 10. helyre)

## Ranglisták
A naptári évre szóló ranglistán (race) az előző szezon zárásától, azaz a WTA Elite Trophy döntőjét követő héttől szerzett pontokat tartják számon, és az október végén vagy november elején megrendezésre kerülő világbajnokságra való kijutás függ tőle. A WTA-világranglista ezzel szemben általában az előző 52 hét versenyein szerzett pontokat veszi figyelembe, a következő szisztéma alapján: egyéniben maximum 16, párosban 11 tornát lehet beszámítani, amelyekbe mindenképpen beletartoznak a Grand Slam-tornák, a kötelező WTA1000-versenyek és az év végi bajnokságok, valamint a világranglista első húsz helyezettje számára a nem kötelező WTA1000 versenyeken elért két legjobb eredmény is.
A koronavírus-járvány miatt a tornák 2020. március 9-től augusztus 3-ig felfüggesztésre kerültek. Ez idő alatt a március 9-ei ranglistapontokat befagyasztották. A befagyasztás azt jelentette, hogy a felfüggesztés ideje alatt mind az egyéniben, mind a párosban a március 9-i pontok maradtak meg, az augusztus 3-ig terjedő időszakban az 52 héttel korábban szerzett pontokat a versenyzők nem veszítették el. A 2020. augusztus 3-ig történt felfüggesztésen túl elmaradt a nyári olimpiai játékok teniszversenye, valamint az év összes kínai tornája. A lecsökkent számú torna miatt a pontversenyt úgy módosították, hogy abba a 2019. március és 2020. december között szerzett legjobb 16 egyéni és legjobb 11 páros torna eredménye számít be. Ugyanazon torna csak egyszer volt figyelembe vehető. Az így számított pontokat a következő évi azonos tornán, illetőleg 52 hét után veszítették el a versenyzők.

### Egyéni
Az alábbi két táblázat a race (az előző WTA Elite Trophy döntője után szerzett pontok száma) és a világranglista (az előző 52 héten szerzett pontok száma) állását mutatja be egyéniben az első harminc játékossal. Sárga alászínezéssel az évvégi világbajnokságra bejutott versenyzők, barna alászínezéssel a WTA Finals tornától visszalépett versenyző. Zöld alászínezéssel a 2021-es WTA Finals megnyerésével a WTA 2021. évi világbajnoka.
| A 2021-es WTA világbajnokság kvalifikációjának végeredménye (2021. november 1.) | A 2021-es WTA világbajnokság kvalifikációjának végeredménye (2021. november 1.) | A 2021-es WTA világbajnokság kvalifikációjának végeredménye (2021. november 1.) | A 2021-es WTA világbajnokság kvalifikációjának végeredménye (2021. november 1.) | A 2021-es WTA világbajnokság kvalifikációjának végeredménye (2021. november 1.) | A 2021-es WTA világbajnokság kvalifikációjának végeredménye (2021. november 1.) |
| #                                                                               | Vált.                                                                           | Játékos                                                                         | Ország                                                                          | Pont                                                                            | Tornák                                                                          |
| ------------------------------------------------------------------------------- | ------------------------------------------------------------------------------- | ------------------------------------------------------------------------------- | ------------------------------------------------------------------------------- | ------------------------------------------------------------------------------- | ------------------------------------------------------------------------------- |
| 1                                                                               | Állandó                                                                         | Ashleigh Barty                                                                  | Ausztrália                                                                      | 6411                                                                            | 13                                                                              |
| 2                                                                               | Állandó                                                                         | Arina Szabalenka                                                                | Fehéroroszország                                                                | 4768                                                                            | 17                                                                              |
| 3                                                                               | Állandó                                                                         | Barbora Krejčíková                                                              | Csehország                                                                      | 4518                                                                            | 16                                                                              |
| 4                                                                               | Állandó                                                                         | Karolína Plíšková                                                               | Csehország                                                                      | 4036                                                                            | 17                                                                              |
| 5                                                                               | Állandó                                                                         | María Szákari                                                                   | Görögország                                                                     | 3341                                                                            | 17                                                                              |
| 6                                                                               | Állandó                                                                         | Iga Świątek                                                                     | Lengyelország                                                                   | 3226                                                                            | 14                                                                              |
| 7                                                                               | Állandó                                                                         | Garbiñe Muguruza                                                                | Spanyolország                                                                   | 3195                                                                            | 18                                                                              |
| 8                                                                               | Állandó                                                                         | Paula Badosa                                                                    | Spanyolország                                                                   | 3112                                                                            | 16                                                                              |
| 9                                                                               | 1                                                                               | Anett Kontaveit                                                                 | Észtország                                                                      | 3096                                                                            | 20                                                                              |
| 10                                                                              | 1                                                                               | Unsz Dzsábir                                                                    | Tunézia                                                                         | 3020                                                                            | 19                                                                              |
| 11                                                                              | Állandó                                                                         | Ószaka Naomi                                                                    | Japán                                                                           | 2771                                                                            | 10                                                                              |
| 12                                                                              | Állandó                                                                         | Anasztaszija Pavljucsenkova                                                     | Oroszország                                                                     | 2548                                                                            | 18                                                                              |
| 13                                                                              | Állandó                                                                         | Elina Szvitolina                                                                | Ukrajna                                                                         | 2501                                                                            | 20                                                                              |
| 14                                                                              | Állandó                                                                         | Jessica Pegula                                                                  | Amerikai Egyesült Államok                                                       | 2500                                                                            | 18                                                                              |
| 15                                                                              | Állandó                                                                         | Elise Mertens                                                                   | Belgium                                                                         | 2447                                                                            | 19                                                                              |
| 16                                                                              | Állandó                                                                         | Angelique Kerber                                                                | Németország                                                                     | 2387                                                                            | 16                                                                              |
| 17                                                                              | Állandó                                                                         | Cori Gauff                                                                      | Amerikai Egyesült Államok                                                       | 2380                                                                            | 17                                                                              |
| 18                                                                              | Állandó                                                                         | Emma Raducanu                                                                   | Egyesült Királyság                                                              | 2352                                                                            | 6                                                                               |
| 19                                                                              | Állandó                                                                         | Belinda Bencic                                                                  | Svájc                                                                           | 2195                                                                            | 20                                                                              |
| 20                                                                              | Állandó                                                                         | Viktorija Azaranka                                                              | Fehéroroszország                                                                | 2165                                                                            | 14                                                                              |
| 21                                                                              | Állandó                                                                         | Darja Kaszatkina                                                                | Oroszország                                                                     | 2096                                                                            | 21                                                                              |
| 22                                                                              | Állandó                                                                         | Leylah Fernandez                                                                | Kanada                                                                          | 2030                                                                            | 17                                                                              |
| 23                                                                              | Állandó                                                                         | Petra Kvitová                                                                   | Csehország                                                                      | 2010                                                                            | 18                                                                              |
| 24                                                                              | Állandó                                                                         | Jeļena Ostapenko                                                                | Lettország                                                                      | 1950                                                                            | 19                                                                              |
| 25                                                                              | Állandó                                                                         | Jelena Ribakina                                                                 | Kazahsztán                                                                      | 1901                                                                            | 20                                                                              |
| 26                                                                              | Állandó                                                                         | Danielle Collins                                                                | Amerikai Egyesült Államok                                                       | 1901                                                                            | 17                                                                              |
| 27                                                                              | Állandó                                                                         | Jennifer Brady                                                                  | Amerikai Egyesült Államok                                                       | 1868                                                                            | 12                                                                              |
| 28                                                                              | Állandó                                                                         | Karolína Muchová                                                                | Csehország                                                                      | 1803                                                                            | 12                                                                              |
| 29                                                                              | Állandó                                                                         | Veronyika Kugyermetova                                                          | Oroszország                                                                     | 1795                                                                            | 23                                                                              |
| 30                                                                              | Állandó                                                                         | Tamara Zidanšek                                                                 | Szlovénia                                                                       | 1786                                                                            | 20                                                                              |

| 1  | Ashleigh Barty (AUS)              | 7582 | 16 | 1   | 1  | 1   | Állandó |
| 2  | Arina Szabalenka (BLR)            | 6380 | 20 | 10  | 2  | 10  | 8       |
| 3  | Garbiñe Muguruza (ESP)            | 5685 | 21 | 15  | 3  | 16  | 12      |
| 4  | Karolína Plíšková (CZE)           | 5135 | 19 | 6   | 3  | 13  | 2       |
| 5  | Barbora Krejčíková (CZE)          | 5008 | 29 | 65  | 3  | 66  | 60      |
| 6  | María Szákari (GRE)               | 4385 | 21 | 22  | 6  | 25  | 16      |
| 7  | Anett Kontaveit (EST)             | 4351 | 23 | 23  | 7  | 31  | 16      |
| 8  | Paula Badosa (ESP)                | 3849 | 32 | 70  | 8  | 73  | 62      |
| 9  | Iga Świątek (POL)                 | 3786 | 16 | 17  | 4  | 18  | 8       |
| 10 | Unsz Dzsábir (TUN)                | 3455 | 21 | 31  | 7  | 31  | 21      |
| 11 | Anasztaszija Pavljucsenkova (RUS) | 3076 | 20 | 38  | 11 | 46  | 27      |
| 12 | Sofia Kenin (USA)                 | 2971 | 16 | 4   | 4  | 15  | 8       |
| 13 | Ószaka Naomi (JPN)                | 2956 | 11 | 3   | 2  | 13  | 10      |
| 14 | Jelena Ribakina (KAZ)             | 2855 | 29 | 19  | 14 | 23  | 5       |
| 15 | Elina Szvitolina (UKR)            | 2726 | 23 | 5   | 4  | 15  | 10      |
| 16 | Angelique Kerber (GER)            | 2671 | 18 | 25  | 9  | 28  | 9       |
| 17 | Petra Kvitová (CZE)               | 2660 | 20 | 8   | 8  | 19  | 9       |
| 18 | Jessica Pegula (USA)              | 2650 | 22 | 62  | 18 | 64  | 44      |
| 19 | Emma Raducanu (GBR)               | 2627 | 18 | 343 | 19 | 366 | 324     |
| 20 | Simona Halep (ROU)                | 2576 | 17 | 2   | 2  | 22  | 18      |
| 21 | Elise Mertens (BEL)               | 2570 | 22 | 20  | 14 | 21  | 1       |
| 22 | Cori Gauff (USA)                  | 2550 | 21 | 48  | 19 | 52  | 26      |
| 23 | Belinda Bencic (SUI)              | 2415 | 23 | 12  | 9  | 23  | 11      |
| 24 | Leylah Fernandez (CAN)            | 2284 | 29 | 88  | 24 | 89  | 64      |
| 25 | Jennifer Brady (USA)              | 2278 | 17 | 24  | 13 | 25  | 1       |
| 26 | Darja Kaszatkina (RUS)            | 2180 | 25 | 71  | 26 | 75  | 45      |
| 27 | Viktorija Azaranka (BLR)          | 2166 | 15 | 13  | 13 | 35  | 14      |
| 28 | Jeļena Ostapenko (LAT)            | 2060 | 19 | 44  | 28 | 54  | 16      |
| 29 | Danielle Collins (USA)            | 2036 | 21 | 45  | 25 | 51  | 16      |
| 30 | Tamara Zidanšek (SLO)             | 1876 | 25 | 87  | 30 | 97  | 57      |

| A 2021-es WTA világbajnokság kvalifikációjának végeredménye (2021. november 1.) | A 2021-es WTA világbajnokság kvalifikációjának végeredménye (2021. november 1.) | A 2021-es WTA világbajnokság kvalifikációjának végeredménye (2021. november 1.) | A 2021-es WTA világbajnokság kvalifikációjának végeredménye (2021. november 1.) | A 2021-es WTA világbajnokság kvalifikációjának végeredménye (2021. november 1.) | A 2021-es WTA világbajnokság kvalifikációjának végeredménye (2021. november 1.) |
| #                                                                               | Vált.                                                                           | Játékos                                                                         | Ország                                                                          | Pont                                                                            | Tornák                                                                          |
| ------------------------------------------------------------------------------- | ------------------------------------------------------------------------------- | ------------------------------------------------------------------------------- | ------------------------------------------------------------------------------- | ------------------------------------------------------------------------------- | ------------------------------------------------------------------------------- |
| 1                                                                               | Állandó                                                                         | Ashleigh Barty                                                                  | Ausztrália                                                                      | 6411                                                                            | 13                                                                              |
| 2                                                                               | Állandó                                                                         | Arina Szabalenka                                                                | Fehéroroszország                                                                | 4768                                                                            | 17                                                                              |
| 3                                                                               | Állandó                                                                         | Barbora Krejčíková                                                              | Csehország                                                                      | 4518                                                                            | 16                                                                              |
| 4                                                                               | Állandó                                                                         | Karolína Plíšková                                                               | Csehország                                                                      | 4036                                                                            | 17                                                                              |
| 5                                                                               | Állandó                                                                         | María Szákari                                                                   | Görögország                                                                     | 3341                                                                            | 17                                                                              |
| 6                                                                               | Állandó                                                                         | Iga Świątek                                                                     | Lengyelország                                                                   | 3226                                                                            | 14                                                                              |
| 7                                                                               | Állandó                                                                         | Garbiñe Muguruza                                                                | Spanyolország                                                                   | 3195                                                                            | 18                                                                              |
| 8                                                                               | Állandó                                                                         | Paula Badosa                                                                    | Spanyolország                                                                   | 3112                                                                            | 16                                                                              |
| 9                                                                               | 1                                                                               | Anett Kontaveit                                                                 | Észtország                                                                      | 3096                                                                            | 20                                                                              |
| 10                                                                              | 1                                                                               | Unsz Dzsábir                                                                    | Tunézia                                                                         | 3020                                                                            | 19                                                                              |
| 11                                                                              | Állandó                                                                         | Ószaka Naomi                                                                    | Japán                                                                           | 2771                                                                            | 10                                                                              |
| 12                                                                              | Állandó                                                                         | Anasztaszija Pavljucsenkova                                                     | Oroszország                                                                     | 2548                                                                            | 18                                                                              |
| 13                                                                              | Állandó                                                                         | Elina Szvitolina                                                                | Ukrajna                                                                         | 2501                                                                            | 20                                                                              |
| 14                                                                              | Állandó                                                                         | Jessica Pegula                                                                  | Amerikai Egyesült Államok                                                       | 2500                                                                            | 18                                                                              |
| 15                                                                              | Állandó                                                                         | Elise Mertens                                                                   | Belgium                                                                         | 2447                                                                            | 19                                                                              |
| 16                                                                              | Állandó                                                                         | Angelique Kerber                                                                | Németország                                                                     | 2387                                                                            | 16                                                                              |
| 17                                                                              | Állandó                                                                         | Cori Gauff                                                                      | Amerikai Egyesült Államok                                                       | 2380                                                                            | 17                                                                              |
| 18                                                                              | Állandó                                                                         | Emma Raducanu                                                                   | Egyesült Királyság                                                              | 2352                                                                            | 6                                                                               |
| 19                                                                              | Állandó                                                                         | Belinda Bencic                                                                  | Svájc                                                                           | 2195                                                                            | 20                                                                              |
| 20                                                                              | Állandó                                                                         | Viktorija Azaranka                                                              | Fehéroroszország                                                                | 2165                                                                            | 14                                                                              |
| 21                                                                              | Állandó                                                                         | Darja Kaszatkina                                                                | Oroszország                                                                     | 2096                                                                            | 21                                                                              |
| 22                                                                              | Állandó                                                                         | Leylah Fernandez                                                                | Kanada                                                                          | 2030                                                                            | 17                                                                              |
| 23                                                                              | Állandó                                                                         | Petra Kvitová                                                                   | Csehország                                                                      | 2010                                                                            | 18                                                                              |
| 24                                                                              | Állandó                                                                         | Jeļena Ostapenko                                                                | Lettország                                                                      | 1950                                                                            | 19                                                                              |
| 25                                                                              | Állandó                                                                         | Jelena Ribakina                                                                 | Kazahsztán                                                                      | 1901                                                                            | 20                                                                              |
| 26                                                                              | Állandó                                                                         | Danielle Collins                                                                | Amerikai Egyesült Államok                                                       | 1901                                                                            | 17                                                                              |
| 27                                                                              | Állandó                                                                         | Jennifer Brady                                                                  | Amerikai Egyesült Államok                                                       | 1868                                                                            | 12                                                                              |
| 28                                                                              | Állandó                                                                         | Karolína Muchová                                                                | Csehország                                                                      | 1803                                                                            | 12                                                                              |
| 29                                                                              | Állandó                                                                         | Veronyika Kugyermetova                                                          | Oroszország                                                                     | 1795                                                                            | 23                                                                              |
| 30                                                                              | Állandó                                                                         | Tamara Zidanšek                                                                 | Szlovénia                                                                       | 1786                                                                            | 20                                                                              |

| 1  | Ashleigh Barty (AUS)              | 7582 | 16 | 1   | 1  | 1   | Állandó |
| 2  | Arina Szabalenka (BLR)            | 6380 | 20 | 10  | 2  | 10  | 8       |
| 3  | Garbiñe Muguruza (ESP)            | 5685 | 21 | 15  | 3  | 16  | 12      |
| 4  | Karolína Plíšková (CZE)           | 5135 | 19 | 6   | 3  | 13  | 2       |
| 5  | Barbora Krejčíková (CZE)          | 5008 | 29 | 65  | 3  | 66  | 60      |
| 6  | María Szákari (GRE)               | 4385 | 21 | 22  | 6  | 25  | 16      |
| 7  | Anett Kontaveit (EST)             | 4351 | 23 | 23  | 7  | 31  | 16      |
| 8  | Paula Badosa (ESP)                | 3849 | 32 | 70  | 8  | 73  | 62      |
| 9  | Iga Świątek (POL)                 | 3786 | 16 | 17  | 4  | 18  | 8       |
| 10 | Unsz Dzsábir (TUN)                | 3455 | 21 | 31  | 7  | 31  | 21      |
| 11 | Anasztaszija Pavljucsenkova (RUS) | 3076 | 20 | 38  | 11 | 46  | 27      |
| 12 | Sofia Kenin (USA)                 | 2971 | 16 | 4   | 4  | 15  | 8       |
| 13 | Ószaka Naomi (JPN)                | 2956 | 11 | 3   | 2  | 13  | 10      |
| 14 | Jelena Ribakina (KAZ)             | 2855 | 29 | 19  | 14 | 23  | 5       |
| 15 | Elina Szvitolina (UKR)            | 2726 | 23 | 5   | 4  | 15  | 10      |
| 16 | Angelique Kerber (GER)            | 2671 | 18 | 25  | 9  | 28  | 9       |
| 17 | Petra Kvitová (CZE)               | 2660 | 20 | 8   | 8  | 19  | 9       |
| 18 | Jessica Pegula (USA)              | 2650 | 22 | 62  | 18 | 64  | 44      |
| 19 | Emma Raducanu (GBR)               | 2627 | 18 | 343 | 19 | 366 | 324     |
| 20 | Simona Halep (ROU)                | 2576 | 17 | 2   | 2  | 22  | 18      |
| 21 | Elise Mertens (BEL)               | 2570 | 22 | 20  | 14 | 21  | 1       |
| 22 | Cori Gauff (USA)                  | 2550 | 21 | 48  | 19 | 52  | 26      |
| 23 | Belinda Bencic (SUI)              | 2415 | 23 | 12  | 9  | 23  | 11      |
| 24 | Leylah Fernandez (CAN)            | 2284 | 29 | 88  | 24 | 89  | 64      |
| 25 | Jennifer Brady (USA)              | 2278 | 17 | 24  | 13 | 25  | 1       |
| 26 | Darja Kaszatkina (RUS)            | 2180 | 25 | 71  | 26 | 75  | 45      |
| 27 | Viktorija Azaranka (BLR)          | 2166 | 15 | 13  | 13 | 35  | 14      |
| 28 | Jeļena Ostapenko (LAT)            | 2060 | 19 | 44  | 28 | 54  | 16      |
| 29 | Danielle Collins (USA)            | 2036 | 21 | 45  | 25 | 51  | 16      |
| 30 | Tamara Zidanšek (SLO)             | 1876 | 25 | 87  | 30 | 97  | 57      |

#### Világranglistát vezetők
| Név            | Élre kerülés        | Lekerülés |
| -------------- | ------------------- | --------- |
| Ashleigh Barty | 2019. szeptember 9. | év végéig |

### Páros
Az alábbi két táblázat a race és a világranglista állását mutatja be párosban az első tíz párral, illetve az első húsz játékossal, jelezve a helyezés változását az előző héthez képest. Sárga alászínezéssel az évvégi világbajnokságra bejutott párosok, barna alászínezéssel a WTA Finals tornától visszalépett párok. Zöld alászínezéssel a 2021-es WTA Finals megnyerésével a WTA 2021. évi világbajnok párosa.
| 2021-es WTA világbajnokság kvalifikációjának végeredménye (2021. november 1.) | 2021-es WTA világbajnokság kvalifikációjának végeredménye (2021. november 1.) | 2021-es WTA világbajnokság kvalifikációjának végeredménye (2021. november 1.) | 2021-es WTA világbajnokság kvalifikációjának végeredménye (2021. november 1.) | 2021-es WTA világbajnokság kvalifikációjának végeredménye (2021. november 1.) |
| #                                                                             | Vált.                                                                         | Csapat                                                                        | Pont                                                                          | Tornák                                                                        |
| ----------------------------------------------------------------------------- | ----------------------------------------------------------------------------- | ----------------------------------------------------------------------------- | ----------------------------------------------------------------------------- | ----------------------------------------------------------------------------- |
| 1                                                                             | Állandó                                                                       | Barbora Krejčíková (CZE) · Kateřina Siniaková (CZE)                           | 6450                                                                          |                                                                               |
| 2                                                                             | Állandó                                                                       | Aojama Súko (JPN) · Sibahara Ena (JPN)                                        | 5070                                                                          |                                                                               |
| 3                                                                             | Állandó                                                                       | Hszie Su-vej (TPE) · Elise Mertens (BEL)                                      | 3892                                                                          |                                                                               |
| 4                                                                             | Állandó                                                                       | Nicole Melichar (USA) · Demi Schuurs (NED)                                    | 3440                                                                          |                                                                               |
| 5                                                                             | Állandó                                                                       | Samantha Stosur (AUS) · Csang Suaj (CHN)                                      | 2911                                                                          |                                                                               |
| 6                                                                             | Állandó                                                                       | Cori Gauff (USA) · Catherine McNally (USA)                                    | 2770                                                                          |                                                                               |
| 7                                                                             | Állandó                                                                       | Alexa Guarachi (CHI) · Desirae Krawczyk (USA)                                 | 2695                                                                          |                                                                               |
| 8                                                                             | Állandó                                                                       | Darija Jurak (CRO) · Andreja Klepač (SLO)                                     | 2650                                                                          |                                                                               |
| 9                                                                             | Állandó                                                                       | Gabriela Dabrowski (CAN) · Luisa Stefani (BRA)                                | 2570                                                                          |                                                                               |
| 10                                                                            | Állandó                                                                       | Sharon Fichman (CAN) · Giuliana Olmos (MEX)                                   | 2491                                                                          |                                                                               |

| 1  | Kateřina Siniaková (CZE)     | 8365 | 15 | 8  | 1  | 8   | 7  |
| 2  | Barbora Krejčíková (CZE)     | 8200 | 15 | 7  | 1  | 7   | 5  |
| 3  | Hszie Su-vej (TPE)           | 7985 | 17 | 1  | 1  | 4   | 2  |
| 4  | Elise Mertens (BEL)          | 7495 | 18 | 6  | 1  | 8   | 2  |
| 5  | Aojama Súko (JPN)            | 5735 | 24 | 22 | 5  | 22  | 17 |
| 5  | Sibahara Ena (JPN)           | 5735 | 32 | 23 | 5  | 23  | 18 |
| 7  | Gabriela Dabrowski (CAN)     | 5355 | 18 | 10 | 5  | 14  | 3  |
| 8  | Csang Suaj (CHN)             | 4990 | 31 | 27 | 8  | 50  | 19 |
| 9  | Darija Jurak (SLO)           | 4855 | 25 | 48 | 9  | 49  | 39 |
| 10 | Luisa Stefani (BRA)          | 4525 | 33 | 33 | 9  | 33  | 23 |
| 11 | Demi Schuurs (NED)           | 4410 | 22 | 12 | 9  | 17  | 1  |
| 12 | Nicole Melichar (USA)        | 4230 | 23 | 11 | 9  | 19  | 1  |
| 13 | Alexa Guarachi (CHI)         | 4090 | 31 | 26 | 11 | 26  | 13 |
| 14 | Veronyika Kugyermetova (RUS) | 4090 | 20 | 24 | 11 | 29  | 10 |
| 15 | Bethanie Mattek-Sands (USA)  | 3570 | 19 | 20 | 13 | 23  | 5  |
| 16 | Samantha Stosur (AUS)        | 3541 | 13 | 31 | 16 | 101 | 15 |
| 17 | Desirae Krawczyk (USA)       | 3535 | 30 | 25 | 17 | 26  | 8  |
| 18 | Giuliana Olmos (MEX)         | 3400 | 27 | 61 | 18 | 61  | 43 |
| 19 | Andreja Klepač (SLO)         | 3390 | 28 | 39 | 19 | 42  | 20 |
| 20 | Catherine McNally (USA)      | 3385 | 21 | 42 | 16 | 48  | 22 |

#### Páros világranglistát vezetők
| Név                 | Élre kerülés         | Lekerülés            |
| ------------------- | -------------------- | -------------------- |
| Hszie Su-vej        | 2020. március 2.     | 2021. február 21.    |
| Arina Szabalenka    | 2021. február 22.    | 2021. április 4.     |
| Hszie Su-vej        | 2021. április 5.     | 2021. május 9.       |
| Elise Mertens       | 2021. május 10.      | 2021. május 16.      |
| Kristina Mladenovic | 2021. május 17.      | 2021. június 13.     |
| Barbora Krejčíková  | 2021. június 14.     | 2021. július 11.     |
| Elise Mertens       | 2021. július 12.     | 2021. szeptember 12. |
| Hszie Su-vej        | 2021. szeptember 13. | 2021. szeptember 19. |
| Elise Mertens       | 2021. szeptember 20. | 2021. szeptember 26. |
| Barbora Krejčíková  | 2021. szeptember 27. | 2021. október 17.    |
| Elise Mertens       | 2021. október 18.    | 2021. október 24.    |
| Hszie Su-vej        | 2021. október 25.    | 2021. október 31.    |
| Elise Mertens       | 2021. november 1.    | 2021. november 7.    |
| Hszie Su-vej        | 2021. november 8.    | 2021. november 14.   |
| Kateřina Siniaková  | 2021. november 15.   | év végéig            |

## Visszatérők
- Jelena Vesznyina (1986. augusztus 1. Lviv, Szovjetunió, Ukrajna) - 2002–2018 közötti profi pályafutása során 3 egyéni és 19 páros WTA-tornát nyert meg, emellett 2 egyéni és 7 páros ITF-tornán végzett az első helyen. Legjobb egyéni világranglista-helyezése a 13. hely volt, ezt 2017. március 20-án érte el, párosban 2018. június 11-én a világranglista élére került, és öt héten keresztül állt ott. A Grand Slam-tornákon a legjobb eredménye egyéniben a 2016-os wimbledoni teniszbajnokságon elért elődöntő, párosban három Grand Slam-tornagyőzelmet aratott 2013-ban a Roland Garroson, 2014-ben a US Openen és 2017-ben Wimbledonban végzett az első helyen. 2018-ban a Roland Garrost követően jelentette be, hogy gyermeket vár, és utána már nem indult versenyen. 2021 januárjában bejelentette visszatérését a profi teniszhez, amelyre áprilisban Madridban került sor.[24]

## Visszavonult versenyzők
Azon versenyzők felsorolása, akik 2021-ben vonultak vissza az aktív játéktól, vagy 52 hete nem vettek részt versenyen, és pályafutásuk során egyéniben vagy párosban legalább egy WTA-tornagyőzelmet szereztek, vagy a világranglistán a legjobb 100 közé kerültek.
- Arn Gréta (1979. április 13. Budapest) - 2007-ig német, 2008-tól magyar színekben versenyzett. 1997–2014 és 2017–2021 közötti profi pályafutása során két egyéni WTA-tornát nyert meg, emellett egyéniben öt, párosban négy ITF-versenyen végzett az első helyen. A Grand Slam-tornákon a legjobb eredményét egyéniben 2010-ben Wimbledonban és a 2012-es Australian Openen érte el, amelyeken a 3. körig jutott. Az egyéni világranglistán a legjobb helyezése a 40. hely volt, amelyet 2011. május 16-án ért el, párosban 175. volt 2000. december 4-én. 2021 márciusában jelentette be, hogy visszavonul a profi versenyzéstől.[25]
- Bacsinszky Tímea (1989. június 8. Lausanne, Svájc) - 2004–2021 közötti profi pályafutása során négy WTA-tornát nyert egyéniben, párosban ötször aratott győzelmet. Emellett egy páros WTA 125K-, valamint 13 egyéni és 14 páros ITF-tornán sikerült győznie. A Grand Slam-tornákon a legjobb eredményét egyéniben a 2015-ös és a 2017-es Roland Garroson érte el, amelyeken az elődöntőbe jutott, párosban 2010-ben és 2018-ban a 3. körig ért a US Openen. A 2016-is riói olimpián párosban Martina Hingisszel ezüstérmet szerzett. A világranglistán a legjobb helyezése egyéniben a kilencedik hely volt, amelyet 2016. május 16-án ért el, párosban 2011. január 31-én a 36. helyen állt. 2021. július 16-án jelentette be, hogy visszavonul a profi pályafutástól.[26]
- Kiki Bertens (1991. december 10. Wateringen, Hollandia) - 2009–2021 közötti profi pályafutása során egyéniben és párosban is tíz WTA-tornát nyert meg. Ezek mellett egyéniben hét, párosban 11 ITF-tornagyőzelmet szerzett. A Grand Slam-tornákon egyéniben a legjobb eredményét a 2016-os Roland Garroson érte el, ahol az elődöntőbe jutott. Párosban negyeddöntős volt a 2015-ös Australian Openen, valamint a 2016-os Roland Garroson. 2017-ben párosban a svéd Johanna Larssonnal bejutott a WTA Finals döntőjébe. 2018-ban egyéniben kvalifikálta magát az év végi világbajnokságra. A világranglistán a legjobb helyezése egyéniben a 4. hely, amelyet 2019. május 13-án ért el, párosban a 16. hely, amelyre 2018. április 16-án került. 2021. július 27-én a tokiói olimpián jelentette be a profi tenisztől való visszavonulását.[27]
- Vania King (1989. február 3. Monterey Park, Amerikai Egyesült Államok) - 2006–2021 közötti profi pályafutása során 1 egyéni és 15 páros WTA-tornát nyert meg, emellett 6 páros ITF-tornán végzett az első helyen. Legjobb egyéni világranglista-helyezése az 50. hely volt, ezt 2006. november 6-án érte el, párosban a 3. hely 2011. június 6-án. A Grand Slam-tornákon a legjobb eredménye egyéniben a 3. kör, amelyet a 2011-es Roland Garroson, a 2012-es Australian Openen, valamint a 2009-es és a 2011-es US Openen ért el. Párosban két Grand Slam-tornagyőzelmet aratott 2010-ben Wimbledonban és a US Openen végzett az első helyen. 2020. áprilisban jelentette be a profi tenisztől való visszavonulását,[28] a koronavírus-járvány miatt azonban erre csak 2021 áprilisában került sor.[29]
- Konta Johanna (1991. május 17. Sydney, Ausztrália) - 2008–2021 közötti profi pályafutása során egyéniben négy WTA-, valamint tizenegy egyéni és négy páros ITF-tornagyőzelmet szerzett. A Grand Slam-tornák közül a legjobb eredményt a 2016-os Australian Openen, a 2017-es wimbledoni teniszbajnokságon és a 2019-es Roland Garroson érte el, amelyeken az elődöntőbe jutott. Nagy-Britannia színeiben vett részt a 2016-os riói olimpia női egyes versenyén, ahol a negyeddöntőben szenvedett vereséget a későbbi döntős Angelique Kerbertől. Legjobb világranglista-helyezése egyéniben a 4. hely volt, amelyre 2017. július 17-én került, párosban a 88. helyezés, amelyen 2016. augusztus 1-én állt. 2021.decemberben jelentette be a profi tenisztől való visszavonulását.[30]
- Alla Kudrjavcea (1987. november 3. Moszkva, Oroszország) - 2005–2021 közötti pályafutása során egyéniben egy, párosban kilenc WTA-versenyt nyert meg, emellett egyéniben kettő, párosban tizenhárom ITF-tornagyőzelmet aratott. Grand Slam-tornán a legjobb teljesítményét egyéniben 2008-ban érte el Wimbledonban, amikor a negyedik körig jutott. Párosban négy alkalommal is bejutott a negyeddöntőbe: a 2012-es és a 2016-os Australian Openen, 2014-ben Wimbledonban és a 2015-ös US Openen. A világranglistán a legjobb helyezése egyéniben az 56. volt, amelyet 2010 októberében ért el, párosban a 15. helyen állt 2014. szeptember 8-án. 2021. november 2-án jelentette be, hogy visszavonul a profi sportpályafutástól.[31]
- Barbora Strýcová (1986. március 28. Plzeň, Csehország) - 2003–2021 közötti profi pályafutása során 2 egyéni és 31 páros WTA-tornát nyert meg, emellett 9 egyéni és 10 páros ITF-tornán végzett az első helyen. Legjobb egyéni világranglista-helyezése a 16. volt, 2017. január 16-án, párosban az 1. helyre került 2019. július 15-én,[4] és 12 héten keresztül állt ott. 2019. október 21-én ismét a világranglista élére került és 2020. február 2-ig újabb 15 héten át tartotta helyét. Összesen 27 hétig volt világelső. 2002-ben és 2003-ban a juniorok között egyéniben megnyerte az Australian Opent, és párosban is három junior Grand Slam-győzelmet mondhat magáénak: 2001-ben az Australian Openen (Petra Cetkovskával), 2002-ben pedig a Roland Garroson (Anna-Lena Grönefelddel) és Wimbledonban (Elke Clijstersszel) diadalmaskodott. A felnőtt mezőnyben a legjobb egyéni eredménye a 2019-es wimbledoni tornán elért elődöntő, párosban megnyerte a 2019-es wimbledoni tornát. 2021 márciusában arról adott hírt, hogy szeptemberre gyereket vár, május 4-én pedig hivatalosan is bejelentette visszavonulását.[32]
- Jaroszlava Svedova (1987. szeptember 12. Moszkva, Oroszország) - 2005–2021 közötti profi pályafutása során egyéniben egy, párosban tizenhárom WTA-tornát nyert meg. Emellett egyéniben és párosban is egy-egy alkalommal győzött WTA 125K-tornán, és négy egyéni, valamint három páros tornagyőzelmet aratott ITF-versenyen. Legjobb egyéni világranglista-helyezése a 25. hely volt, ezt 2012. októberben érte el, párosban 2016. februárban a 3. helyen állt. A Grand Slam-tornákon egyéniben a legjobb eredményeként háromszor játszott negyeddöntőt, kétszer a Roland Garroson, 2010-ben és 2012-ben, és egyszer Wimbledonban 2016-ban. Női párosban Vania King oldalán 2010-ben megnyerte Wimbledont és a US Opent. Vegyes párosban is játszott Grand Slam-finálét, 2010-ben a Roland Garroson az osztrák Julian Knowle partnereként. 2021. október 1-én hivatalosan is elbúcsőzott az aktív pályafutástól.[33]